# 액정 디스플레이

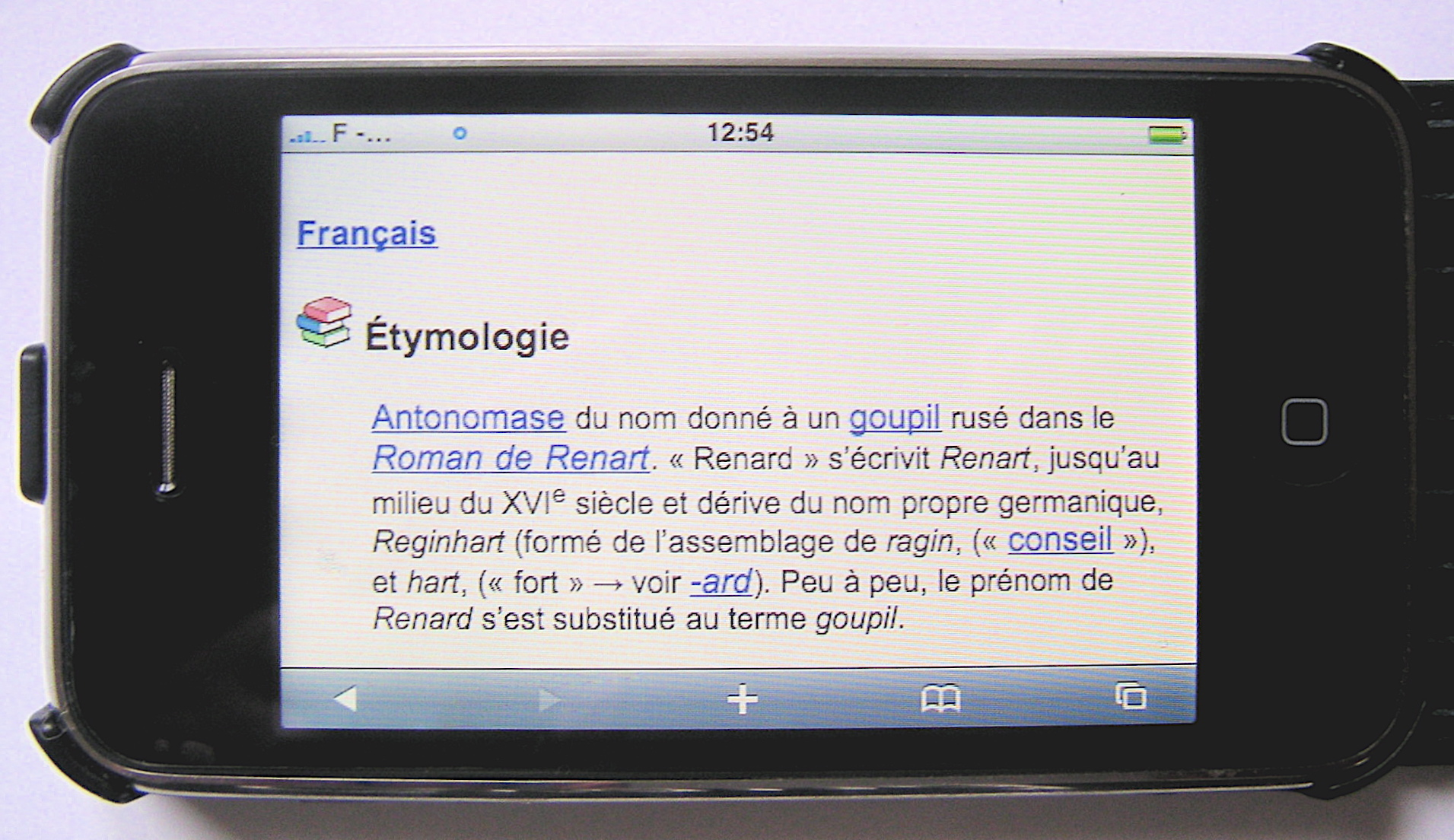
아이폰 (1세대)의 액정 디스플레이(LCD)

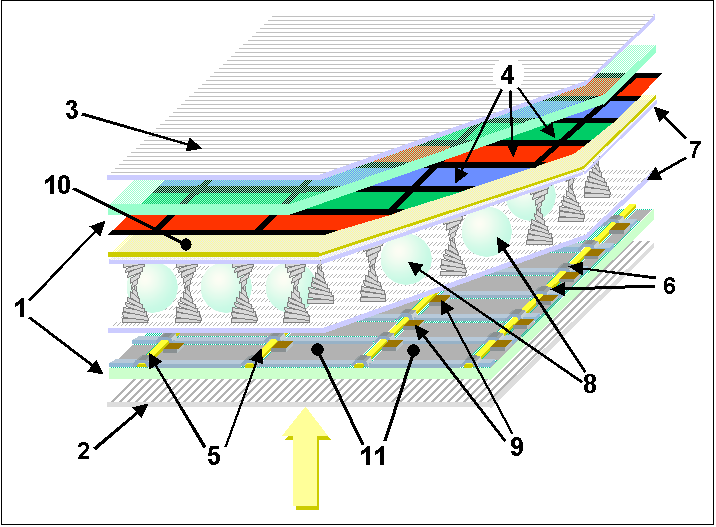
컬러 TFT LCD의 층. 1: 유리판. 2+3: 수평 및 수직 편광판. 4: RGB 색상 마스크. 5+6: 수평 및 수직 제어선. 7: 고분자 층. 8: 스페이서. 9: 박막 트랜지스터. 10: 전면 전극. 11: 후면 전극.

액정 디스플레이(영어: Liquid Crystal Display) 또는 액정 표시장치(液晶表示裝置), 줄여서 LCD는 액정의 편광자와 결합된 빛 변조 특성을 사용하여 정보를 표시하는 평판 디스플레이 또는 기타 전자 변조 광학 장치이다. 액정은 빛을 직접 방출하지 않지만 대신 백라이트 또는 반사기를 사용하여 색상 또는 모노크롬 이미지를 생성한다.
LCD는 일반 컴퓨터 디스플레이와 같이 임의의 이미지를 표시하거나, 사전 설정된 단어, 숫자 및 7세그먼트 디스플레이(디지털 시계와 같이)와 같이 정보량이 적은 고정 이미지를 표시하거나 숨길 수 있다. 이들은 모두 동일한 기본 기술을 사용하며, 임의의 이미지는 작은 화소의 매트릭스로 구성되는 반면, 다른 디스플레이는 더 큰 요소를 가지고 있다는 점만 다르다.
LCD는 LCD TV, 컴퓨터 모니터, 계기판, 항공기 조종석 디스플레이, 실내외 간판 등 다양한 분야에서 사용된다. 작은 LCD 화면은 LCD 프로젝터 및 디지털 카메라, 시계, 계산기, 휴대 전화(스마트폰 포함)와 같은 휴대용 소비자 기기에서 흔히 사용된다. 2000년대 후반부터 2010년대 초반까지 LCD 화면은 거의 모든 분야에서 무겁고 부피가 크며 에너지 효율이 낮은 브라운관 (CRT) 디스플레이를 대체했다.
LCD는 편광판 배치에 따라 일반적으로 켜짐(양성) 또는 꺼짐(음성) 상태가 될 수 있다. 예를 들어, 백라이트가 있는 문자 양성 LCD는 백라이트 색상의 배경에 검은색 글자가 표시되고, 문자 음성 LCD는 검은색 배경에 글자가 백라이트와 같은 색상으로 표시된다.
LCD는 CRT와 같이 번인 현상이 발생하지 않는다. 그러나 LCD는 여전히 잔상에 취약하다.

## 일반적인 특징

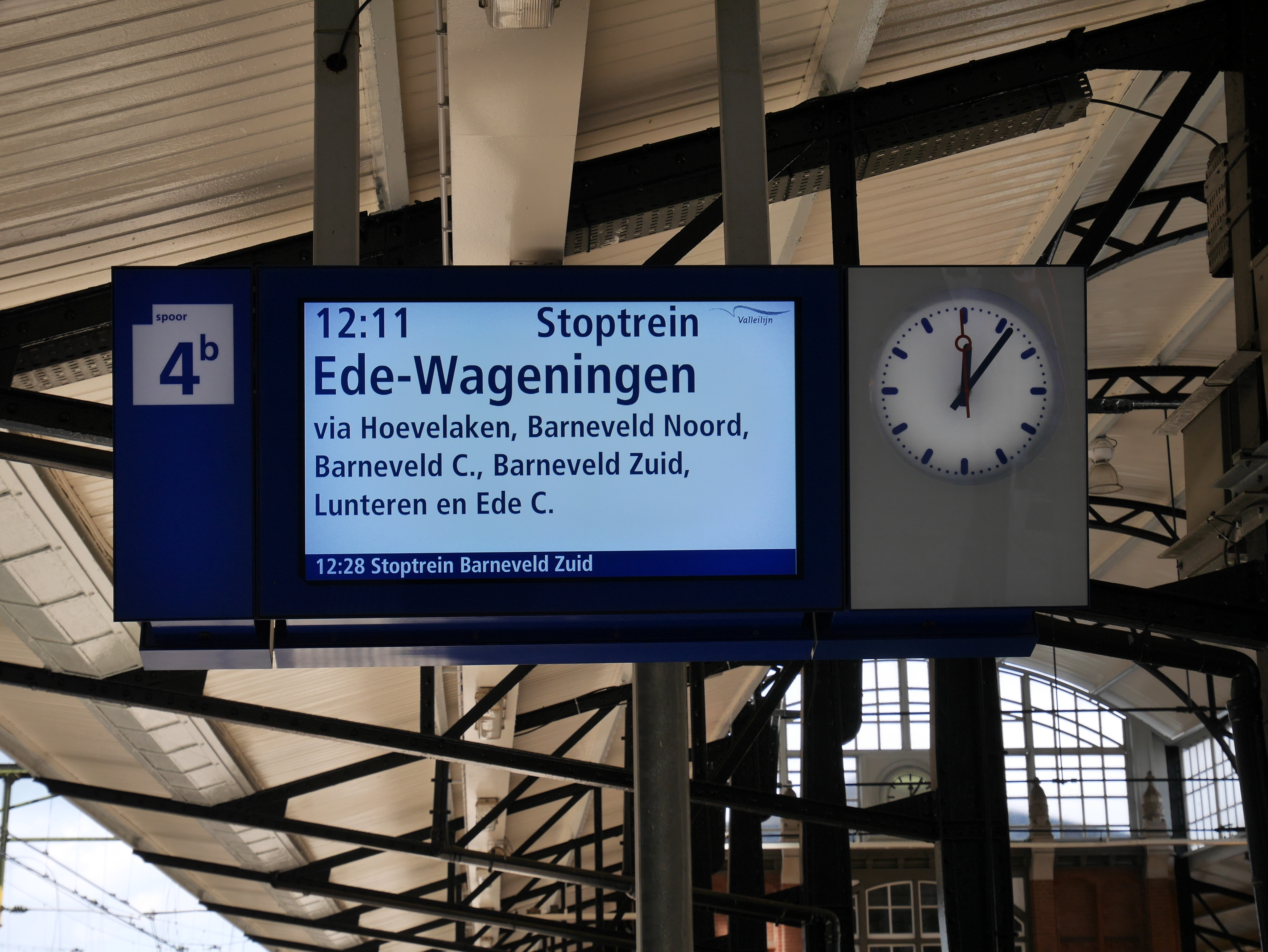
여행자 알림판으로 사용되는 LCD 화면

LCD의 각 화소는 일반적으로 두 개의 투명한 전극(주로 인듐 주석 산화물 (ITO)로 만들어짐) 사이에 정렬된 분자 층과 두 개의 편광자(평행 및 수직 편광자)로 구성되며, 이들의 투과 축은 (대부분의 경우) 서로 수직이다. 편광 필터 사이에 액정이 없으면 첫 번째 필터를 통과하는 빛은 두 번째 (교차) 편광판에 의해 차단된다. 전기장이 가해지기 전에는 액정 분자의 방향이 전극 표면의 정렬에 따라 결정된다. 꼬인 네마틱 (TN) 장치에서는 두 전극의 표면 정렬 방향이 서로 수직이므로 분자는 나선형 구조로 배열되거나 꼬인다. 이는 입사광의 편광 회전을 유도하며, 장치는 회색으로 보인다. 인가된 전압이 충분히 크면 층 중앙의 액정 분자는 거의 완전히 풀리고 입사광의 편광은 액정 층을 통과할 때 회전되지 않는다. 이 빛은 두 번째 필터에 수직으로 편광되어 차단되고 화소는 검은색으로 나타난다. 각 화소의 액정 층에 가해지는 전압을 제어함으로써 빛이 다양한 양으로 통과할 수 있게 하여 다양한 회색 음영을 구성한다.
LCD에 사용되는 액정의 화학식은 다양할 수 있다. 화학식은 특허를 받을 수 있다. 예를 들어, 메르크와 샤프가 특허를 받은 2-(4-알콕시페닐)-5-알킬피리미딘과 사이아노바이페닐의 혼합물이 있다. 이 특정 혼합물을 포함하는 특허는 만료되었다.
대부분의 컬러 LCD 시스템은 동일한 기술을 사용하며, 색상 필터를 사용하여 빨간색, 녹색, 파란색 서브픽셀을 생성한다. LCD 색상 필터는 대형 유리 시트에 포토리소그래피 공정을 통해 제작되며, 이 유리 시트는 나중에 박막 트랜지스터 (TFT) 배열, 스페이서 및 액정을 포함하는 다른 유리 시트와 접착되어 여러 개의 컬러 LCD를 만들고, 이들을 서로 잘라내어 편광 시트로 라미네이팅한다. 빨간색, 녹색, 파란색 및 검은색 감광성 수지(레지스트)는 색상 필터를 만드는 데 사용된다. 모든 레지스트는 미세하게 분쇄된 안료를 포함하며, 입자의 크기는 40나노미터에 불과하다. 검은색 레지스트가 가장 먼저 도포된다. 이는 빨간색, 녹색, 파란색 서브픽셀을 서로 분리하는 검은색 격자(업계에서는 블랙 매트릭스라고 함)를 생성하여 명암비를 높이고 빛이 한 서브픽셀에서 다른 주변 서브픽셀로 새는 것을 방지한다. 검은색 레지스트가 오븐에서 건조되고 포토마스크를 통해 UV 광선에 노출되면, 노출되지 않은 영역은 씻겨나가 검은색 격자가 생성된다. 그런 다음 동일한 과정이 나머지 레지스트에 대해 반복된다. 이것은 검은색 격자의 구멍을 해당 색상 레지스트로 채운다. 1980년대와 1990년대에 대부분의 컬러 LCD 생산이 노트북 컴퓨터용이었을 때 만들어진 블랙 매트릭스는 높은 불투명도 때문에 크롬으로 만들어졌지만, 환경 문제로 인해 제조업체들은 탄소 안료를 검은색 매트릭스 재료로 사용하는 검은색 감광성 수지로 전환했다. 초기 컬러 PDA 및 일부 계산기에서 사용된 또 다른 색상 생성 방법은 슈퍼 트위스티드 네마틱 LCD에서 전압을 변화시키는 방식으로, 더 촘촘하게 간격을 둔 플레이트 사이의 가변적인 비틀림이 가변적인 이중 굴절 복굴절을 유발하여 색조를 변화시킨다. 이들은 일반적으로 픽셀당 3가지 색상(주황, 녹색, 파란색)으로 제한되었다.

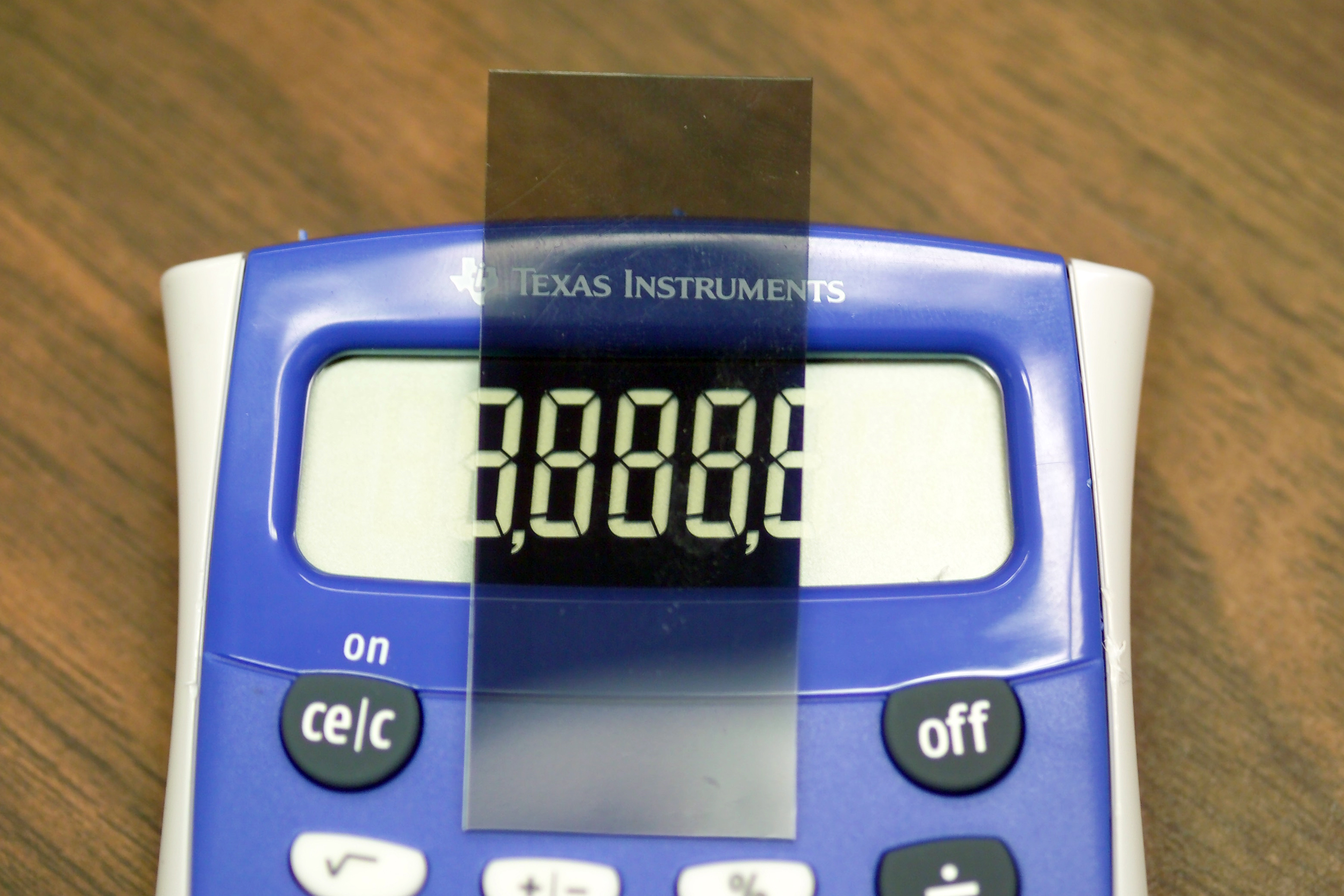
텍사스 인스트루먼트 계산기의 LCD에서 상단 편광자를 제거하고 장치 위에 놓아 상단 및 하단 편광자가 수직이 되도록 하였다. 그 결과 색상이 반전되었다.

전압-켜짐 상태의 TN 장치의 광학 효과는 전압-꺼짐 상태보다 장치 두께 변화에 덜 의존적이다. 이 때문에 정보량이 적고 백라이트가 없는 TN 디스플레이는 일반적으로 교차 편광판 사이에서 작동하여 전압이 없을 때 밝게 나타난다(사람의 눈은 밝은 상태보다 어두운 상태의 변화에 훨씬 더 민감하다). 2010년대의 대부분의 LCD는 텔레비전, 모니터 및 스마트폰에 사용되므로 어두운 배경에 백라이트를 사용하여 임의의 이미지를 표시하기 위한 고해상도 매트릭스 배열의 화소를 가지고 있다. 이미지가 표시되지 않을 때는 다른 배열이 사용된다. 이를 위해 TN LCD는 병렬 편광판 사이에서 작동하는 반면, IPS LCD는 교차 편광판을 사용한다. 많은 응용 분야에서 IPS LCD가 TN LCD를 대체했으며, 특히 스마트폰에서 그렇다. 액정 재료와 정렬층 재료 모두 이온성 화합물을 포함한다. 특정 극성의 전기장이 장시간 가해지면, 이 이온성 물질이 표면에 끌려가 장치 성능을 저하시킨다. 이는 교류를 가하거나 장치가 주소 지정될 때 전기장의 극성을 반전시켜 피한다(액정 층의 응답은 가해진 필드의 극성에 관계없이 동일하다).

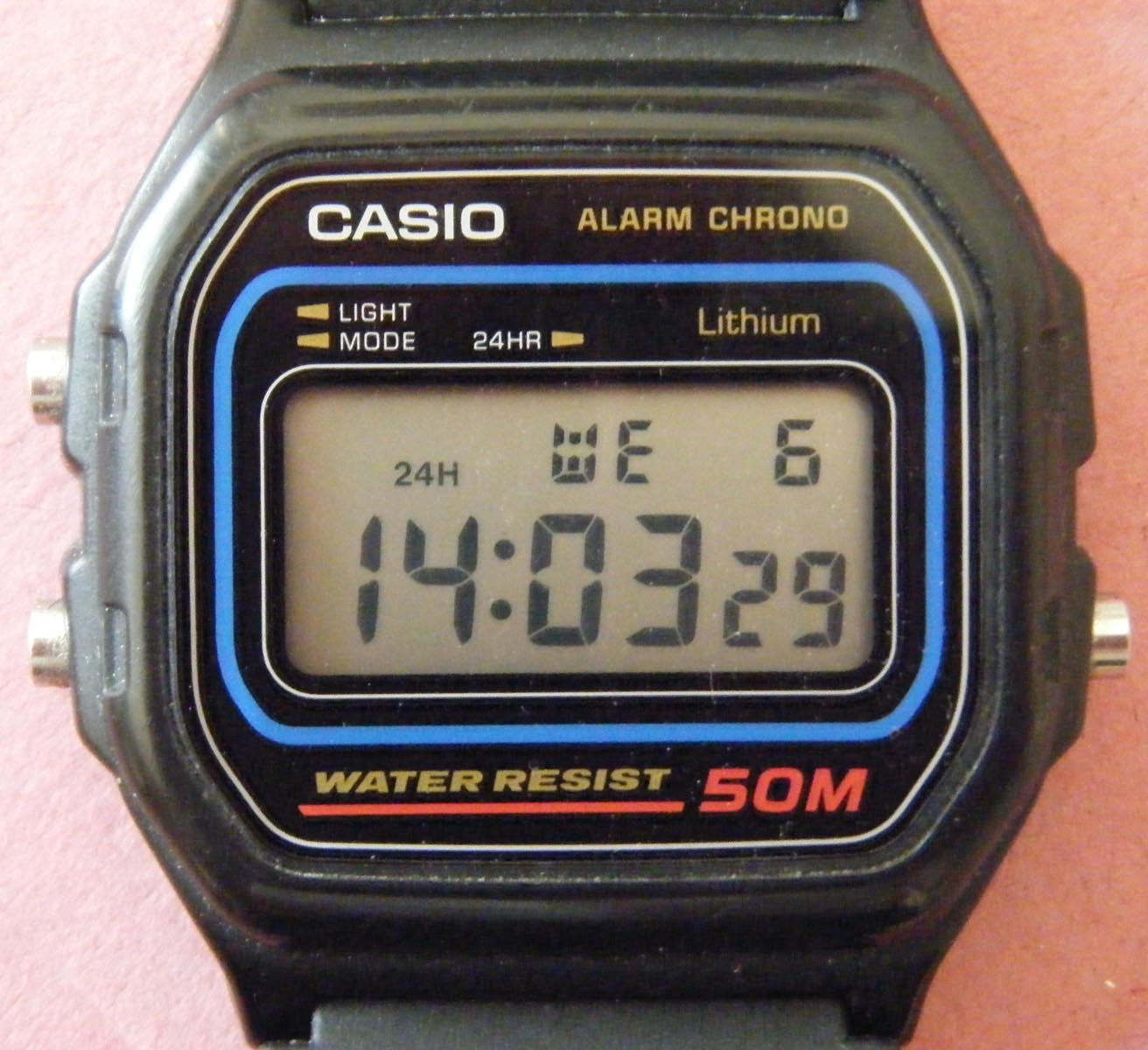
LCD가 있는 카시오 알람 크로노 디지털 손목시계

적은 수의 개별 숫자 또는 고정 기호(예: 디지털 시계 및 소형 계산기)를 표시하는 디스플레이는 각 세그먼트에 독립적인 전극을 사용하여 구현할 수 있다. 반면, 전체 영숫자 또는 가변 그래픽 디스플레이는 일반적으로 액정(LC) 층의 한쪽에 전기적으로 연결된 행과 다른쪽에 열로 구성된 매트릭스 형태로 배열된 화소로 구현되며, 이는 각 화소를 교차점에서 주소 지정할 수 있게 한다. 매트릭스 주소 지정의 일반적인 방법은 매트릭스의 한쪽을 순차적으로 주소 지정하는 것으로, 예를 들어 행을 하나씩 선택하고 열에서 행별로 그림 정보를 적용하는 방식이다.

## 역사
초기 내부자의 관점에서 액정 디스플레이의 기원과 복잡한 역사는 조셉 A. 카스텔라노가 저술한 '액체 금: 액정 디스플레이 이야기와 산업 창조'에 잘 설명되어 있다.
1991년까지 LCD의 기원과 역사에 대한 다른 관점의 보고서는 IEEE 역사 센터에서 Hiroshi Kawamoto에 의해 출판되었다.
피터 J. 와일드가 쓴 LCD 개발에 대한 스위스의 기여에 대한 설명은 Engineering and Technology History Wiki에서 찾을 수 있다.

### 배경
1888년, 프리드리히 라이니처 (1858–1927)는 당근에서 추출한 콜레스테롤의 액정 특성(즉, 두 가지 융점과 색상 생성)을 발견하고 그 결과를 발표했다. 1904년, 오토 레만은 그의 저서 "플루시게 크리스탈레" (액정)를 출판했다. 1911년, 샤를 모긴은 얇은 층에 갇힌 액정으로 처음 실험했다.
1922년, 조르주 프리델은 액정의 구조와 특성을 기술하고 이를 세 가지 유형(네마틱, 스메틱, 콜레스테릭)으로 분류했다. 1927년, 프세볼로드 프레데릭스는 모든 LCD 기술의 본질적인 효과인 프레데릭스 전이라고 불리는 전기적으로 전환되는 광 밸브를 고안했다. 1936년, 마르코니 무선 전신 회사는 이 기술의 첫 번째 실용적인 응용인 "액정 광 밸브"의 특허를 획득했다. 1962년, 영문으로 된 첫 주요 출판물인 '액정의 분자 구조 및 특성'이 조지 W. 그레이 박사에 의해 출판되었다. 1962년, RCA의 리처드 윌리엄스는 액정이 흥미로운 전기 광학 특성을 가지고 있다는 것을 발견했으며, 전압을 가하여 얇은 액정 물질 층에 줄무늬 패턴을 생성함으로써 전기 광학 효과를 실현했다. 이 효과는 액정 내부에 현재 "윌리엄스 도메인"이라고 불리는 것을 형성하는 전기 유체 역학적 불안정성에 기반을 둔다.
초기 MOSFET을 기반으로, RCA의 폴 K. 와이머는 1962년에 박막 트랜지스터 (TFT)를 개발했다. 이는 표준 벌크 MOSFET과는 다른 유형의 MOSFET이었다.

### 1960년대
1964년, 리처드 윌리엄스가 발견한 효과에 대해 RCA 연구소에서 일하던 조지 H. 하일마이어는 균일하게 배열된 액정에서 이색성 염료의 장 유도 재정렬을 통해 색상 전환을 달성했다. 이 새로운 전기 광학 효과의 실제적인 문제점으로 인해 하일마이어는 액정의 산란 효과에 대해 계속 연구했으며, 마침내 그가 동적 산란 모드 (DSM)라고 부른 것을 기반으로 한 최초의 작동 가능한 액정 디스플레이를 완성했다. DSM 디스플레이에 전압을 가하면 초기에 투명하던 액정 층이 우유빛 혼탁 상태로 전환된다. DSM 디스플레이는 투과 모드와 반사 모드에서 작동할 수 있었지만, 작동을 위해 상당한 전류가 필요했다. 조지 H. 하일마이어는 미국 국립 발명가 명예의 전당에 헌액되었으며 LCD 발명자로 인정받았다. 하일마이어의 업적은 IEEE 마일스톤이다.

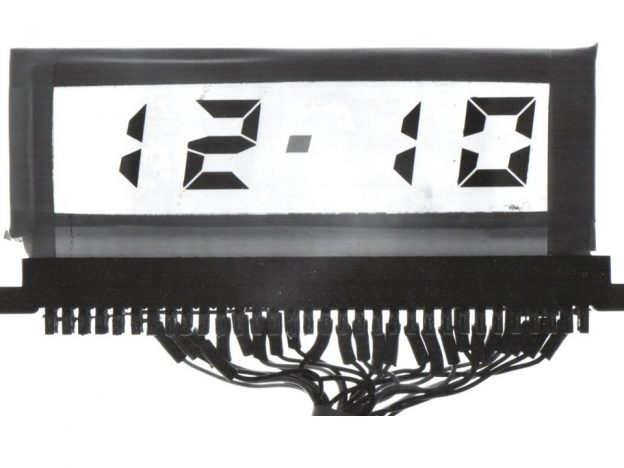
1973년에 새로 개발된 사이아노바이페닐 액정을 사용하여 만든 시연용 디지털 시계

1960년대 후반, 액정에 대한 선구적인 연구가 영국 맬번의 로열 레이더 연구소에서 수행되었다. RRE의 팀은 헐 대학교의 조지 윌리엄 그레이와 그의 팀이 진행 중인 연구를 지원했으며, 이들은 궁극적으로 LCD 응용에 적합한 안정성과 온도 특성을 가진 사이아노바이페닐 액정을 발견했다.
TFT 기반 액정 디스플레이(LCD)의 아이디어는 1968년 RCA 연구소의 버나드 J. 레크너가 고안했다. 레크너, F.J. 말로, E.O. 네스터, J. 툴츠는 1968년 표준 개별 MOSFET을 사용한 18x2 매트릭스 동적 산란 모드 (DSM) LCD로 이 개념을 시연했다.

### 1970년대
1970년 12월 4일, 스위스 호프만 라 로슈는 액정의 꼬인 네마틱 필드 효과 (TN)에 대한 특허를 출원했으며 ((Swiss patent No. 532 261 보관됨 3월 9, 2021 - 웨이백 머신) 발명자는 볼프강 헬프리히와 마르틴 샤트 (당시 중앙 연구소에서 근무)로 기재되어 있다. 호프만 라 로슈는 이 발명품을 당시 합작투자 파트너였던 스위스 제조업체 브라운보베리앤시에 라이선스했으며, 브라운보베리앤시는 1970년대 동안 시계 및 기타 응용 분야를 위한 TN 디스플레이를 일본 전자 산업을 포함한 국제 시장에 생산했다. 일본 전자 산업은 곧 TN-LCD를 탑재한 최초의 디지털 쿼츠 손목시계와 수많은 다른 제품을 생산했다. 켄트 주립 대학교 액정 연구소에서 Sardari Arora 및 알프레드 사우페와 함께 일하던 제임스 퍼거슨은 1971년 4월 22일 미국에서 동일한 특허를 출원했다. 1971년, 퍼거슨의 회사인 ILIXCO (현재 LXD Inc.)는 TN 효과를 기반으로 한 LCD를 생산했으며, 이는 곧 더 낮은 작동 전압과 더 낮은 전력 소비의 개선으로 인해 품질이 좋지 않은 DSM 유형을 대체했다. 세이코의 테츠로 하마와 니시무라 이즈히코는 1971년 2월 TN-LCD를 통합한 전자 손목시계에 대한 미국 특허를 받았다. 1972년, TN-LCD를 탑재한 최초의 손목시계인 4자리 디스플레이 시계인 그루엔 텔레타임이 시장에 출시되었다.
1972년, 액티브 매트릭스 박막 트랜지스터(TFT) 액정 디스플레이 패널의 개념이 미국 펜실베이니아주 피츠버그의 웨스팅하우스에서 T. 피터 브로디의 팀에 의해 시제품화되었다. 1973년, 웨스팅하우스 연구소의 브로디, J. A. 아자르스, G. D. 딕슨은 최초의 박막 트랜지스터 액정 디스플레이 (TFT LCD)를 시연했다. 2013년 기준, 모든 현대의 고해상도 및 고품질 전자시각표시장치 장치는 TFT 기반 액티브 매트릭스 디스플레이를 사용한다. 브로디와 팡-첸 루오는 1974년에 최초의 평판 액티브 매트릭스 박막 트랜지스터 액정 디스플레이 (AM TFT LCD)를 시연했으며, 브로디는 1975년에 "액티브 매트릭스"라는 용어를 만들었다.
1972년에 노스 아메리칸 로크웰 마이크로일렉트로닉스사는 로이즈 일렉트로닉스사를 통해 계산기에 DSM LCD를 사용하기 시작했지만, 이들은 조명을 위해 내부 광원이 필요했다. 샤프는 1973년에 포켓형 계산기용 DSM LCD를 출시했으며 1975년에는 시계용 TN LCD를 대량 생산했다. 다른 일본 기업들은 곧 시계 시장에서 선도적인 위치를 차지했으며, 세이코의 첫 6자리 TN-LCD 쿼츠 손목시계와 카시오의 '카시오트론'이 대표적이다. Guest-Host 상호작용을 기반으로 한 컬러 LCD는 1968년 RCA의 팀에 의해 발명되었다. 이러한 컬러 LCD의 한 특정 유형은 1970년대 일본의 샤프에 의해 개발되었으며, 1975년 5월 가토 신지(Shinji Kato)와 미야자키 다카아키(Takaaki Miyazaki)의 특허와 1975년 12월 후나다 후미아키(Fumiaki Funada)와 마츠우라 마사타카(Masataka Matsuura)에 의해 개선된 특허와 같은 발명품에 대한 특허를 받았다. 1972년 웨스팅하우스 팀에 의해 개발된 시제품과 유사한 TFT LCD는 1976년 후나다 후미아키, 마츠우라 마사타카, 와다 토미오로 구성된 샤프 팀에 의해 특허를 받았으며 1977년에는 키시 코헤이, 노노무라 히로사쿠, 시미즈 케이치로, 와다 토미오로 구성된 샤프 팀에 의해 개선되었다. 그러나 이러한 TFT-LCD는 TFT 재료 문제가 아직 해결되지 않아 제품에 사용될 준비가 되어 있지 않았다.

### 1980년대
1983년, 스위스 브라운보베리앤시 (BBC) 연구센터의 연구원들은 수동형 매트릭스 구동 LCD를 위한 슈퍼 트위스티드 네마틱 (STN) 구조를 발명했다. H. Amstutz 등은 1983년 7월 7일과 1983년 10월 28일 스위스에 출원된 관련 특허 출원에 발명자로 등재되었다. 특허는 스위스 CH 665491, 유럽 EP 0131216, 미국 특허 4,634,229 및 더 많은 국가에서 부여되었다. 1980년, 브라운 보베리는 네덜란드 필립스 회사와 50/50 합작 기업인 비디오렉을 설립했다. 필립스는 대형 LCD 패널 제어용 집적 회로를 설계하고 구축하는 데 필요한 노하우를 보유하고 있었다. 또한 필립스는 전자 부품 시장에 대한 접근성이 더 좋았으며, 하이파이, 비디오 장비 및 전화기의 새로운 제품 세대에 LCD를 사용할 계획이었다. 1984년, 필립스 연구원 테오도로스 웰젠(Theodorus Welzen)과 아드리안우스 드 판(Adrianus de Vaan)은 STN-LCD의 느린 응답 시간을 해결하는 비디오 속도 구동 방식을 발명하여 STN-LCD에서 고해상도, 고품질 및 부드러운 동영상 이미지 구현을 가능하게 했다. 1985년, 필립스 발명가 테오도로스 웰젠과 아드리안우스 드 판은 저전압(CMOS 기반) 구동 전자 장치를 사용하여 고해상도 STN-LCD를 구동하는 문제를 해결하여 노트북 컴퓨터 및 휴대폰과 같은 배터리 작동 휴대용 제품에 고품질(고해상도 및 비디오 속도) LCD 패널을 적용할 수 있게 했다. 1985년, 필립스는 스위스에 본사를 둔 비디오렉 AG 회사를 100% 인수했다. 그 후 필립스는 비디오렉 생산 라인을 네덜란드로 옮겼다. 몇 년 후, 필립스는 급성장하는 휴대폰 산업을 위해 완제품 모듈(LCD 화면, 마이크, 스피커 등으로 구성)을 대량 생산하여 성공적으로 판매했다.
최초의 컬러 LCD TV는 핸드헬드 텔레비전으로 일본에서 개발되었다. 1980년, 핫토리 세이코의 R&D 그룹은 컬러 LCD 포켓 텔레비전 개발을 시작했다. 1982년, 세이코 엡손은 최초의 LCD 텔레비전인 엡손 TV 워치(Epson TV Watch)를 출시했으며, 이는 소형 액티브 매트릭스 LCD 텔레비전이 장착된 손목시계였다. 샤프는 1983년에 도트 매트릭스 TN-LCD를 도입했다. 1984년, 엡손은 최초의 풀 컬러 포켓 LCD 텔레비전인 ET-10을 출시했다. 같은 해, 시티즌시계,는 최초의 상업용 TFT LCD를 탑재한 2.7인치 컬러 LCD TV인 시티즌 포켓 TV를 선보였다. 1988년, 샤프는 14인치 액티브 매트릭스 풀 컬러 풀 모션 TFT-LCD를 시연했다. 이는 일본이 LCD 산업을 시작하게 하는 계기가 되었으며, TFT 컴퓨터 모니터 및 LCD 텔레비전을 포함한 대형 LCD를 개발하게 되었다. 엡손은 1980년대에 3LCD 프로젝션 기술을 개발했으며, 1988년에 프로젝터용으로 라이선스했다. 엡손의 VPJ-700은 1989년 1월에 출시되었으며, 세계 최초의 소형 풀 컬러 LCD 프로젝터였다.

### 1990년대
1990년, 발명가들은 다양한 제목으로 꼬인 네마틱 필드 효과 LCD(TN- 및 STN-LCD)의 대안으로 전기 광학 효과를 고안했다. 한 가지 접근 방식은 하나의 유리 기판에만 인터디지털 전극을 사용하여 유리 기판과 본질적으로 평행한 전기장을 생성하는 것이었다. 이 인-플레인 스위칭 (IPS) 기술의 특성을 최대한 활용하려면 추가적인 작업이 필요했다. 철저한 분석 후, 유리한 구현의 세부 사항이 Guenter Baur et al.에 의해 독일에 출원되었고 여러 국가에서 특허를 받았다. 발명가들이 일했던 프라운호퍼 ISE 연구소는 이 특허들을 LC 물질 공급업체인 메르크 KGaA, 다름슈타트에 양도했다. 1992년, 그 직후, 히타치의 엔지니어들은 IPS 기술의 다양한 실제적 세부 사항을 연구하여 박막 트랜지스터 배열을 매트릭스로 상호 연결하고 픽셀 사이의 바람직하지 않은 표유장을 피했다. 벽걸이형 LCD TV는 1992년 샤프에서 처음 출시되었다.
히타치는 전극 모양을 최적화하여 (Super IPS) 시야각 의존성을 더욱 개선했다. NEC와 히타치는 IPS 기술을 기반으로 한 액티브 매트릭스 LCD의 초기 제조업체가 되었다. 이것은 평판 컴퓨터 모니터 및 텔레비전 화면에 허용 가능한 시각적 성능을 가진 대형 LCD를 구현하는 데 중요한 이정표가 되었다. 1996년, 삼성은 다중 도메인 LCD를 가능하게 하는 광학 패턴 형성 기술을 개발했다. 다중 도메인 및 평면 전환은 이후 2006년까지 지배적인 LCD 디자인으로 남아 있었다. 1990년대 후반, LCD 산업은 일본에서 대한민국과 타이완으로, 그리고 나중에는 중국으로 이동하기 시작했다.

### 2000년대
이 시기에 타이완, 일본, 한국 제조업체들은 LCD 제조 분야에서 지배적인 기업이었다.(p. 126) 2001년부터 2006년까지 삼성과 다른 5개 주요 기업은 타이완과 대한민국에서 53회의 회의를 개최하여 LCD 산업의 가격을 담합했다.(p. 127) 이 6개 기업은 미국에서 13억 달러, 유럽 연합에서 6억 5천만 유로, 중국의 중화인민공화국 국가발전개혁위원회에서 3억 5천만 위안의 벌금을 부과받았다.(p. 127)
2007년에 LCD 텔레비전의 화질은 브라운관(CRT) TV의 화질을 넘어섰다. 2007년 4분기에는 LCD 텔레비전이 전 세계 판매량에서 처음으로 CRT TV를 추월했다. Displaybank에 따르면, 2006년 전 세계적으로 출하될 2억 대의 TV 중 LCD TV가 50%를 차지할 것으로 예상되었다.

### 2010년대
2011년 10월, 도시바는 태블릿 컴퓨터에 사용하기 적합한 6.1인치(155mm) LCD 패널에서 2560x1600 화소를 발표했으며, 특히 한자 디스플레이에 적합했다. 2010년대에는 TGP(Tracking Gate-line in Pixel)가 널리 채택되어 구동 회로가 디스플레이 테두리에서 픽셀 사이로 이동하여 좁은 베젤을 가능하게 했다.
2016년, 파나소닉은 OLED와 경쟁하는 1,000,000:1의 명암비를 가진 IPS LCD를 개발했다. 이 기술은 나중에 듀얼 레이어, 듀얼 패널 또는 LMCL(광 변조 셀 레이어) LCD로 대량 생산되었다. 이 기술은 한 겹 대신 두 겹의 액정 레이어를 사용하며, 미니-LED 백라이트와 퀀텀닷 시트와 함께 사용될 수 있다.
퀀텀닷 강화 필름 또는 퀀텀닷 색상 필터를 사용한 LCD가 2015년부터 2018년까지 도입되었다. 퀀텀닷은 백라이트에서 파란색 빛을 받아 LCD 패널이 더 나은 색상 재현을 제공할 수 있는 빛으로 변환한다. 퀀텀닷 색상 필터는 색상 안료 대신 퀀텀닷을 포함하는 감광성 수지를 사용하여 제조되며, 퀀텀닷은 색상 필터에 적용되는 것을 개선하기 위한 특별한 구조를 가질 수 있다. 퀀텀닷 색상 필터는 퀀텀닷 강화 필름보다 우수한 광 투과율을 제공한다.

### 2020년대
2020년대에는 중국이 LCD 최대 제조업체가 되었고, 중국 기업들은 전 세계 시장 점유율의 40%를 차지했다.(p. 126) 생산량을 대폭 늘린 중국 기업으로는 BOE 테크놀로지, TCL-CSOT, TIANMA, Visionox 등이 있다.(p. 126) 중국 지방 정부는 국유 투자 회사를 통해 LCD 제조업체에 투자하는 등 이러한 성장에 중요한 역할을 했다.(p. 126) 중국은 이전에 상당량의 LCD를 수입했지만, LCD 산업의 성장은 LCD를 사용하는 다른 소비재의 가격을 낮추고 휴대폰과 같은 다른 분야의 성장을 이끌었다.(p. 126)

## 조명

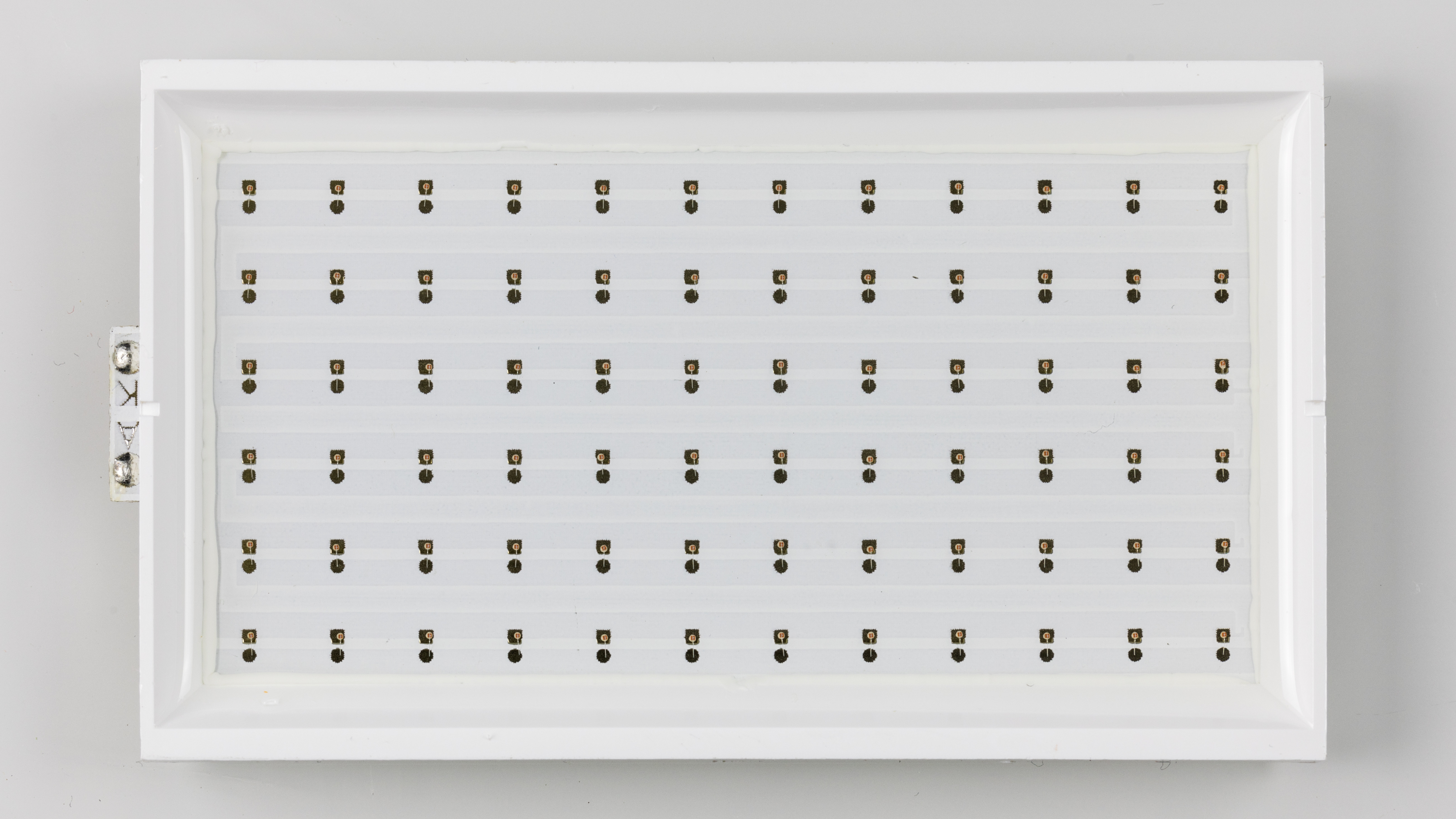
휴대용 LCD 장치용 LED 백라이트

LCD는 자체적으로 빛을 생성하지 않으므로 가시 이미지를 생성하려면 외부 빛이 필요하다. 투과형 LCD에서는 유리 스택 후면에 광원이 제공되며 이를 백라이트라고 한다. 액티브 매트릭스 LCD는 거의 항상 백라이트가 있다. 수동형 LCD는 백라이트가 있을 수도 있지만, 대부분은 주변광을 활용하기 위해 유리 스택 후면에 반사 표면 또는 필름을 사용하는 반사형이다. 트랜스플렉티브 LCD는 백라이트가 있는 투과형 디스플레이와 반사형 디스플레이의 특징을 결합한다.
LCD 백라이트 기술의 일반적인 구현은 다음과 같다.

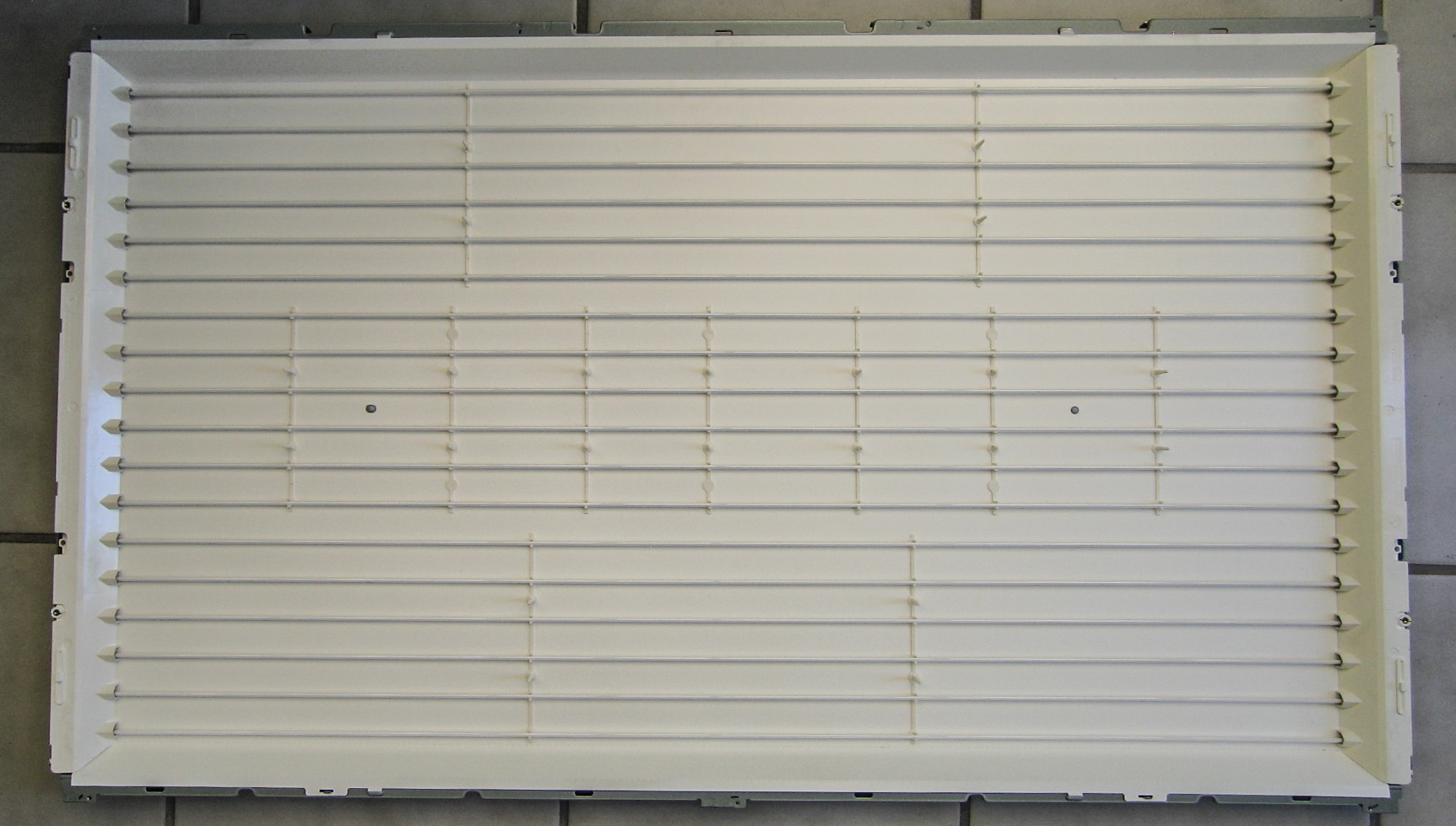
42인치 (106cm) LCD TV의 백라이트용 18개 평행 CCFL

- WLED 배열: LCD 패널은 패널 뒤의 디퓨저 뒤에 배치된 전체 백색 LED 배열에 의해 조명된다. 이 구현을 사용하는 LCD는 일반적으로 표시되는 이미지의 어두운 영역에서 LED를 어둡게 하거나 완전히 끌 수 있어 디스플레이의 명암비를 효과적으로 증가시킨다. 이를 수행할 수 있는 정밀도는 디스플레이의 디밍 영역 수에 따라 달라진다. 디밍 영역이 많을수록 디밍이 더 정밀하고, LCD의 비조명 영역으로 둘러싸인 어두운 회색 패치로 보이는 덜 눈에 띄는 블루밍 아티팩트가 나타난다. 2012년 현재 이 디자인은 고급 대형 LCD 텔레비전에서 주로 사용된다.
- CCFL: LCD 패널은 디스플레이의 반대쪽 가장자리에 배치된 두 개의 냉음극 형광등 또는 더 큰 디스플레이 뒤에 평행한 CCFL 배열에 의해 조명된다. 디퓨저 (PMMA 아크릴 플라스틱으로 만들어지며, 웨이브 또는 라이트 가이드/가이드 플레이트[86][87]라고도 함)는 빛을 전체 디스플레이에 고르게 퍼뜨린다. 오랫동안 이 기술은 거의 독점적으로 사용되었다. 백색 LED와 달리 대부분의 CCFL은 균일한 백색 스펙트럼 출력을 가지므로 디스플레이의 색역이 더 좋다. 그러나 CCFL은 LED보다 에너지 효율이 낮고, 장치가 사용하는 DC 전압(보통 5V 또는 12V)을 CCFL을 켜는 데 필요한 ≈1000V로 변환하는 데 다소 비용이 많이 드는 인버터가 필요하다.[88] 인버터 변압기의 두께 또한 디스플레이를 만들 수 있는 두께를 제한한다.
- EL-WLED: LCD 패널은 화면의 한쪽 또는 여러 가장자리에 배치된 백색 LED 열에 의해 조명된다. 그런 다음 라이트 디퓨저(라이트 가이드 플레이트, LGP)가 사용되어 빛을 전체 디스플레이에 고르게 분산시키며, 이는 엣지라이트 CCFL LCD 백라이트와 유사하다. 디퓨저는 PMMA 플라스틱 또는 특수 유리로 만들어지는데, PMMA는 견고하기 때문에 대부분의 경우에 사용되며, 특수 유리는 LCD의 두께가 가장 중요한 고려 사항일 때 사용된다. 이는 열이나 습기에 노출될 때 PMMA만큼 팽창하지 않아 LCD를 5mm 두께로 만들 수 있기 때문이다. 퀀텀닷은 디퓨저 위에 퀀텀닷 강화 필름(QDEF, 이 경우 열과 습기로부터 보호층이 필요함)으로 놓이거나 LCD의 색상 필터에 놓여 일반적으로 사용되는 감광성 수지를 대체할 수 있다.[86] 2012년 기준 이 디자인은 데스크톱 컴퓨터 모니터에서 가장 인기 있는 디자인이다. 이는 가장 얇은 디스플레이를 가능하게 한다. 이 기술을 사용하는 일부 LCD 모니터에는 필립스 연구원 Douglas Stanton, Martinus Stroomer 및 Adrianus de Vaan이 발명한 다이내믹 명암이라는 기능이 있다.[89] 펄스 폭 변조 (PWM, LED의 강도는 일정하게 유지되지만 밝기 조정은 이러한 일정한 광원 강도 광원의 깜박임 시간 간격을 변경하여 달성하는 기술[90])를 사용하여 백라이트를 화면에 나타나는 가장 밝은 색상으로 어둡게 하는 동시에 LCD 명암비를 최대 달성 가능한 수준으로 높여 LCD 패널의 1000:1 명암비를 다양한 광 강도로 확장하여 일부 모니터 광고에서 볼 수 있는 "30000:1" 명암비를 만들어낸다. 컴퓨터 화면 이미지는 일반적으로 이미지 어딘가에 완전한 흰색이 있으므로 백라이트는 보통 최대 강도로 설정되어 이 "기능"은 컴퓨터 모니터의 경우 대부분 마케팅적인 속임수이지만, TV 화면의 경우 인지되는 명암비와 동적 범위를 크게 증가시키고 시야각 의존성을 개선하며 기존 LCD 텔레비전의 전력 소비를 크게 줄인다.
- RGB-LED 배열: WLED 배열과 유사하지만, 패널은 RGB LED 배열로 조명된다.[91][92][93][94] 백색 LED로 조명되는 디스플레이는 일반적으로 CCFL 조명 디스플레이보다 색역이 좋지 않지만, RGB LED로 조명되는 패널은 매우 넓은 색역을 가진다. 이 구현은 전문 그래픽 편집 LCD에서 가장 인기가 많다. 2012년 현재 이 범주의 LCD는 보통 1000달러 이상이다. 2016년 현재 이 범주의 비용은 크게 줄어들었고, 이러한 LCD 텔레비전은 이전 28인치(71cm) CRT 기반 범주와 동일한 가격대를 얻었다.
- 단색 LED: 시계, 손목시계, 소형 가전제품에 일반적으로 사용되는 소형 수동형 단색 LCD에 사용되는 빨간색, 녹색, 노란색 또는 파란색 LED. 파란색 LED는 퀀텀닷 강화 필름 또는 퀀텀닷 색상 필터가 있는 LCD에 사용될 수 있다.[95][96]
- 미니-LED: 미니-LED를 이용한 백라이팅은 천 개 이상의 전체 영역 로컬 디밍(FLAD) 영역을 지원할 수 있다. 이는 더 깊은 검은색과 더 높은 명암비를 가능하게 한다.[97]

오늘날 대부분의 LCD 화면은 기존 CCFL 백라이트 대신 LED 백라이트로 설계되고 있으며, 이 백라이트는 비디오 정보(동적 백라이트 제어)에 따라 동적으로 제어된다. 필립스 연구원 Douglas Stanton, Martinus Stroomer 및 Adrianus de Vaan이 발명한 동적 백라이트 제어와의 조합은 디스플레이 시스템의 동적 범위(HDR, 고동적 범위 텔레비전 또는 FLAD, 전체 영역 로컬 디밍으로도 마케팅됨)를 동시에 증가시킨다.
LCD 백라이트 시스템은 프리즘 구조(프리즘 시트)와 이전에 LCD의 첫 번째 편광판에 흡수되었던 편광된 빛을 재활용하는 반사 편광 필름(필립스 연구원 Adrianus de Vaan과 Paulus Schaareman이 발명)과 같은 광학 필름을 적용하여 빛을 원하는 시청 방향으로 유도하고 효율을 높인다. 이 필름은 일반적으로 3M에서 제조 및 공급하는 DBEF 필름이라고 불린다. 프리즘 시트의 개선된 버전은 프리즘 구조가 아닌 물결 모양의 구조를 가지고 있으며, 시트 구조에 측면으로 물결을 도입하고 물결의 높이를 다양하게 하여 화면 쪽으로 더 많은 빛을 유도하고 프리즘 시트 구조와 LCD의 서브픽셀 사이의 앨리어싱 또는 무아레를 줄인다. 물결 모양 구조는 기존 다이아몬드 공작 기계를 사용하여 프리즘 시트를 생산하는 데 사용되는 롤러를 만드는 것보다 대량 생산하기 쉽다. 프리즘 시트의 양쪽에는 디퓨저 시트를 배치하여 백라이트의 빛을 균일하게 분산시키고, 라이트 가이드 플레이트 뒤에는 모든 빛을 앞으로 향하게 하는 거울이 배치된다. 디퓨저 시트가 있는 프리즘 시트는 라이트 가이드 플레이트 위에 배치된다. DBEF 편광판은 이전에 흡수되었던 편광 모드를 반사하는 단축성 방향 복굴절 필름의 큰 스택으로 구성된다.
단축성 방향으로 중합된 액정(복굴절 고분자 또는 복굴절 접착제)을 사용하는 DBEF 편광판은 1989년 필립스 연구원 Dirk Broer, Adrianus de Vaan, Joerg Brambring에 의해 발명되었다. 이러한 반사 편광판과 LED 동적 백라이트 제어의 조합은 오늘날의 LCD 텔레비전을 CRT 기반 세트보다 훨씬 더 효율적으로 만들어 전 세계적으로 600 TWh (2017년)의 에너지 절약 효과를 가져왔는데, 이는 전 세계 모든 가구의 전력 소비량의 10% 또는 전 세계 모든 태양 전지의 에너지 생산량의 2배에 해당한다.

## 다른 회로와의 연결

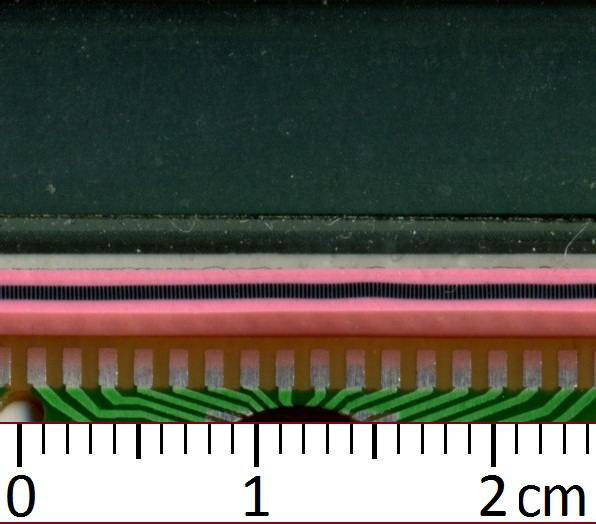
LCD 패널을 회로 기판 트레이스에 연결하는 분홍색 엘라스토머 커넥터가 센티미터 스케일 자 옆에 표시되어 있다. 검은색 줄무늬의 전도성 및 절연성 층은 매우 작다.

표준 텔레비전 수신기 화면인 최신 LCD 패널은 600만 개 이상의 화소를 가지고 있으며, 이들 모두는 화면에 내장된 와이어 네트워크를 통해 개별적으로 전원이 공급된다. 미세한 와이어 또는 경로들은 화면의 한쪽 면에 화면 전체를 가로지르는 수직 와이어와 화면의 다른 쪽 면에 화면 전체를 가로지르는 수평 와이어로 구성된 격자를 형성한다. 이 격자에 각 화소는 한쪽 면에 양극 연결을, 다른 쪽 면에 음극 연결을 가진다. 따라서 1080p 디스플레이에 필요한 총 와이어 수는 빨간색, 녹색, 파란색 각각 3개, 그리고 각 색상에 대해 1920개의 화소 열이 수직으로 총 5760개의 와이어가 수직으로, 1080개의 와이어가 수평으로 필요하다. 폭 28.8인치(73센티미터)의 패널의 경우, 이는 수평 가장자리를 따라 인치당 200개의 와이어 밀도를 의미한다.
LCD 패널은 공장 수준에서 LCD 패널 가장자리에 신중하게 맞춰진 LCD 드라이버에 의해 전원이 공급된다. 드라이버는 COG(Chip-On-Glass) 및 TAB(테이프 자동화 본딩)와 같은 여러 방법을 사용하여 설치할 수 있다. 이러한 원리는 TV 화면보다 훨씬 작은 스마트폰 화면에도 적용된다. LCD 패널은 일반적으로 유리 기판에 얇게 코팅된 금속 전도성 경로를 사용하여 패널을 작동시키는 셀 회로를 형성한다. 일반적으로 패널을 별도의 구리 에칭 회로 기판에 직접 납땜하는 기술을 사용하는 것은 불가능하다. 대신, 인터페이싱은 이방성 전도성 필름 또는 낮은 밀도의 경우 엘라스토머 커넥터를 사용하여 이루어진다.

## 수동형 매트릭스

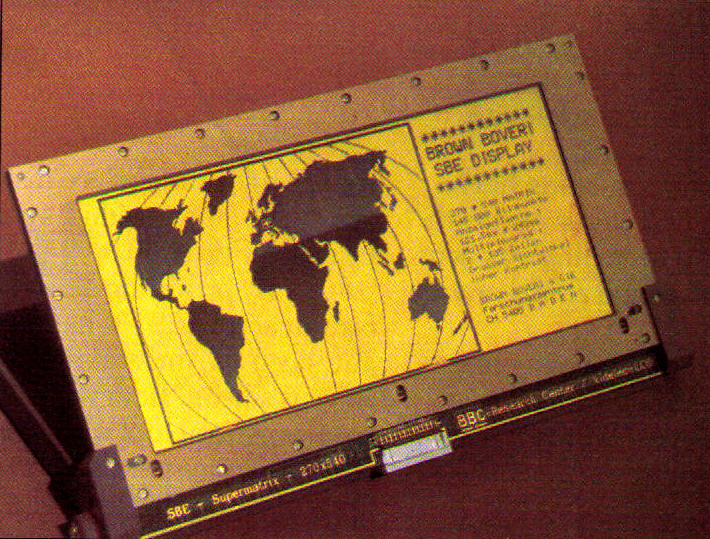
1984년 스위스 브라운 보베리 연구소의 수동형 매트릭스 STN-LCD 시제품, 540x270 화소

단색 및 이후의 컬러 수동형 매트릭스 LCD는 대부분의 초기 노트북에서 표준이었으며(일부는 플라스마 디스플레이를 사용하기도 했다.) 1990년대 중반까지는 오리지널 닌텐도 게임보이에서도 표준이었다. 이후 모든 노트북에서 컬러 액티브 매트릭스가 표준이 되었다. 상업적으로 실패한 매킨토시 포터블 (1989년 출시)은 (여전히 단색이었지만) 액티브 매트릭스 디스플레이를 사용한 최초의 기기 중 하나였다. 수동형 매트릭스 LCD는 2010년대에도 노트북 컴퓨터 및 TV보다 덜 요구되는 응용 분야, 예를 들어 저렴한 계산기 등에 여전히 사용된다. 특히 정보 내용이 적게 표시되어야 하고, 최저 전력 소비(백라이트 없음)가 바람직하거나, 직사광선에서 가독성이 필요한 휴대용 장치에 사용된다.

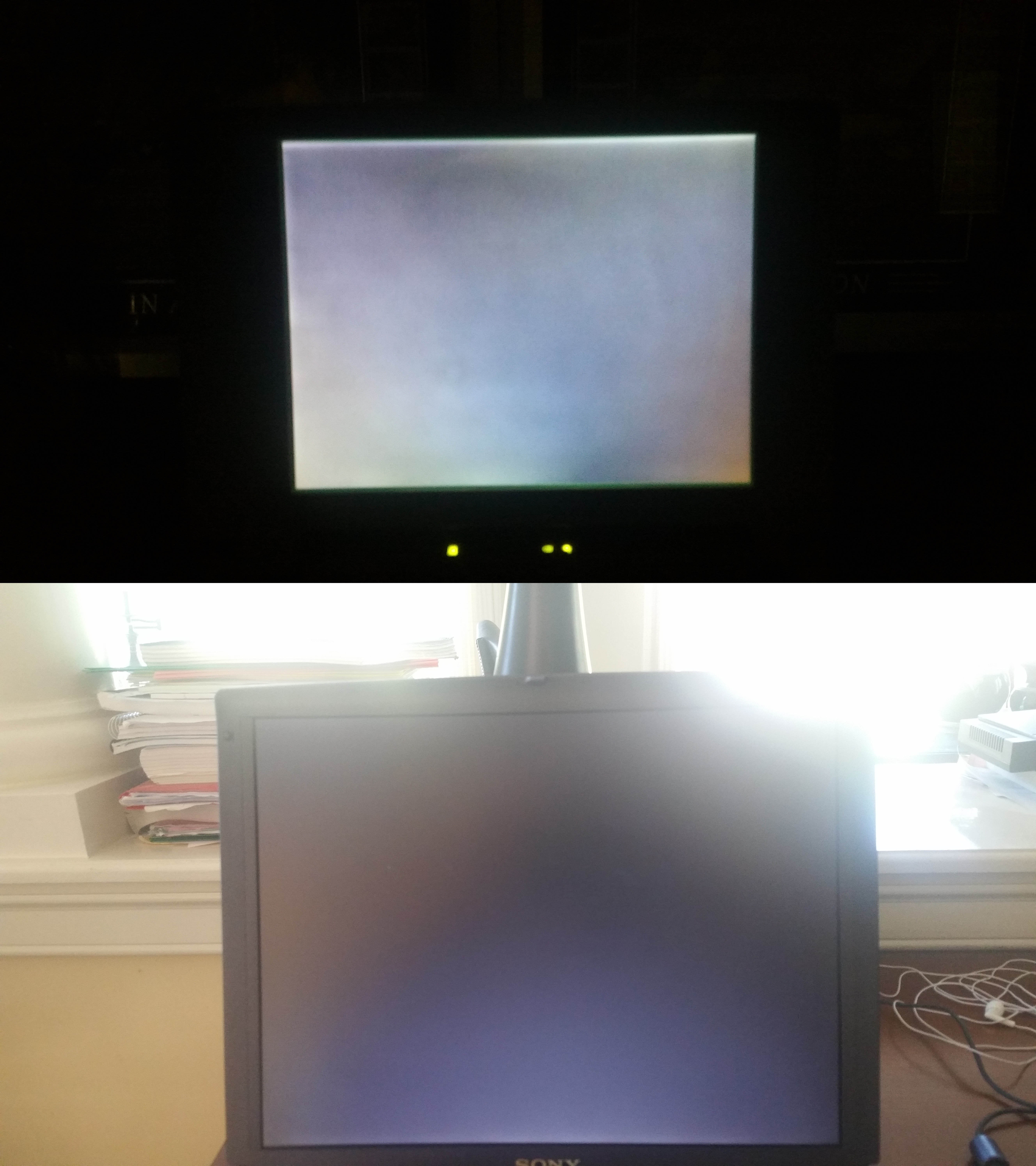
빈 수동형 매트릭스 디스플레이(상단)와 빈 액티브 매트릭스 디스플레이(하단)의 비교. 수동형 매트릭스 디스플레이는 빈 배경이 더 선명한 액티브 매트릭스 디스플레이보다 회색빛을 띠고, 화면 가장자리에 안개가 나타나며, 사진이 화면에서 사라지는 것처럼 보일 때 식별할 수 있다.

수동형 매트릭스 구조를 가진 디스플레이는 슈퍼 트위스티드 네마틱 STN (1983년 스위스 바덴의 브라운 보베리 연구센터에서 발명; 과학적 세부 사항은 발표되었다) 또는 이중층 STN (DSTN) 기술 (후자는 전자의 색상 변화 문제를 해결한다) 및 컬러 STN (CSTN)을 사용하며, CSTN에서는 내부 색상 필터를 사용하여 색상을 추가한다. STN LCD는 수동형 매트릭스 주소 지정을 위해 최적화되었다. 이들은 원래의 TN LCD보다 대비 대 전압 특성의 더 날카로운 임계값을 보여준다. 이는 중요한데, 픽셀은 선택되지 않았을 때에도 부분 전압에 노출되기 때문이다. 활성화된 픽셀과 비활성화된 픽셀 간의 누화는 피터 J. 와일드가 1972년에 발견한 바와 같이 비활성화된 픽셀의 RMS 전압을 임계 전압 미만으로 유지하여 적절하게 처리해야 하며, 활성화된 픽셀은 임계 전압 이상( "Alt & Pleshko" 구동 방식에 따른 전압)에 노출된다. 이러한 STN 디스플레이를 "Alt & Pleshko" 구동 방식에 따라 구동하려면 매우 높은 라인 주소 지정 전압이 필요하다. Welzen과 de Vaan은 훨씬 낮은 전압을 필요로 하는 대체 구동 방식( "Alt & Pleshko" 방식이 아님)을 발명하여 STN 디스플레이를 저전압 CMOS 기술을 사용하여 구동할 수 있게 했다. 화이트 온 블루 LCD는 STN이며, 파란색 편광판 또는 복굴절을 사용하여 특유의 외관을 나타낼 수 있다.
STN LCD는 한 프레임 동안 한 극성의 교류 전압 펄스와 다음 프레임 동안 반대 극성의 펄스에 의해 지속적으로 새로고침되어야 한다. 개별 화소는 해당 행 및 열 회로에 의해 주소 지정된다. 이 유형의 디스플레이는 수동형 매트릭스 주소 지정이라고 불리는데, 이는 화소가 일정한 전하의 이점 없이 새로고침 사이에 상태를 유지해야 하기 때문이다. 화소 수(및 이에 상응하는 열 및 행)가 증가함에 따라 이 유형의 디스플레이는 실현 가능성이 떨어진다. 너무 많은 화소를 가진 수동형 매트릭스 주소 지정 LCD는 느린 응답 시간과 좋지 않은 명암비가 일반적이며, "Alt & Pleshko" 구동 방식에 따라 구동된다. Welzen과 de Vaan은 또한 STN 디스플레이를 비디오 속도로 구동하고 STN 디스플레이에서 부드러운 움직이는 비디오 이미지를 보여줄 수 있는 비 RMS 구동 방식을 발명했다. 시티즌을 비롯한 여러 기업은 이 특허를 라이선스하고 STN 기반 LCD 포켓 텔레비전을 성공적으로 시장에 출시했다.
이중 안정 LCD는 지속적인 새로 고침을 필요로 하지 않는다. 다시 쓰기는 그림 정보 변경에만 필요하다. 1984년 HA van Sprang과 AJSM de Vaan은 이중 안정 모드로 작동할 수 있는 STN 유형 디스플레이를 발명하여 낮은 전압만으로 4000라인 이상의 매우 높은 해상도 이미지를 가능하게 했다. 픽셀이 해당 특정 픽셀에 새 정보를 써야 하는 순간에 켜짐 상태 또는 꺼짐 상태에 있을 수 있으므로 이러한 이중 안정 디스플레이의 주소 지정 방법은 다소 복잡하며, 이것이 이 디스플레이가 시장에 출시되지 않은 이유이다. 이는 2010년에 "제로 전력"(이중 안정) LCD가 출시되면서 달라졌다. 잠재적으로, 이러한 전자책에 적합한 쓰기/지우기 특성을 가진 경우 수동형 매트릭스 주소 지정을 사용할 수 있으며, 이는 정지 사진만 표시해야 하는 전자책에 해당한다. 페이지가 디스플레이에 쓰여진 후에는 읽을 수 있는 이미지를 유지하면서 디스플레이를 전원에서 분리할 수 있다. 이는 이러한 전자책이 작은 배터리만으로도 장기간 작동될 수 있다는 장점이 있다.
현대의 LCD 컴퓨터 모니터 및 텔레비전과 같은 고해상도 컬러 디스플레이는 액티브 매트릭스 구조를 사용한다. TFT 매트릭스가 LC 층과 접촉하는 전극에 추가된다. 각 화소는 자체 전용 트랜지스터를 가지므로 각 열 라인이 하나의 화소에 접근할 수 있다. 행 라인이 선택되면 모든 열 라인이 화소 행에 연결되고 그림 정보에 해당하는 전압이 모든 열 라인에 구동된다. 그런 다음 행 라인은 비활성화되고 다음 행 라인이 선택된다. 새로고침 작업 중 모든 행 라인이 순서대로 선택된다. 액티브 매트릭스 주소 지정 디스플레이는 같은 크기의 수동형 매트릭스 주소 지정 디스플레이보다 더 밝고 선명하게 보이며, 일반적으로 응답 시간이 더 빨라 훨씬 더 나은 이미지를 생성한다. 샤프는 각 화소에 1비트 SRAM 셀을 가진 이중 안정 반사형 LCD를 생산하며, 이미지를 유지하는 데 소량의 전력만 필요하다.
세그먼트 LCD는 Field Sequential Color (FSC LCD)를 사용하여 색상을 가질 수도 있다. 이 종류의 디스플레이는 RGB 백라이트가 있는 고속 수동형 세그먼트 LCD 패널을 가지고 있다. 백라이트는 빠르게 색상을 변경하여 육안으로 흰색으로 보이게 한다. LCD 패널은 백라이트와 동기화된다. 예를 들어, 세그먼트를 빨간색으로 만들려면 백라이트가 빨간색일 때만 세그먼트가 켜지고, 자홍색으로 만들려면 백라이트가 파란색일 때 세그먼트가 켜지고 백라이트가 빨간색이 될 때까지 켜진 상태를 유지하며 백라이트가 녹색이 될 때 꺼진다. 세그먼트를 검은색으로 만들려면 세그먼트는 항상 켜져 있어야 한다. FSC LCD는 잔상 효과로 인해 컬러 이미지를 3개의 이미지(빨간색, 녹색, 파란색)로 나누어 순서대로 표시한다. 3개의 단색 이미지는 하나의 컬러 이미지로 보인다. FSC LCD는 180Hz의 주사율을 가진 LCD 패널이 필요하며, 응답 시간은 일반 STN LCD 패널의 응답 시간 16밀리초에 비해 단 5밀리초로 단축된다. Chip-On-Glass 드라이버 IC를 포함하는 FSC LCD는 정전식 터치스크린과 함께 사용할 수도 있다. 이 기술은 이미지 표시를 목적으로 하는 디스플레이에도 적용될 수 있는데, 이는 더 높은 광 투과율을 제공하여 LCD에서 색상 필터를 생략함으로써 백라이트의 전력 소비를 줄일 가능성이 있기 때문이다.
삼성은 2002년에 슈퍼-복굴절 효과를 활용한 UFB (Ultra Fine & Bright) 디스플레이를 선보였다. 삼성에 따르면, 이 디스플레이는 TFT-LCD의 휘도, 색역, 대부분의 명암비를 가지고 있으면서도 STN 디스플레이만큼의 전력만 소비한다. 2006년 말 삼성이 UFB 디스플레이 생산을 중단할 때까지 여러 삼성 휴대폰 모델에 사용되었다. UFB 디스플레이는 일부 LG 휴대폰 모델에도 사용되었다.

## 액티브-매트릭스 기술

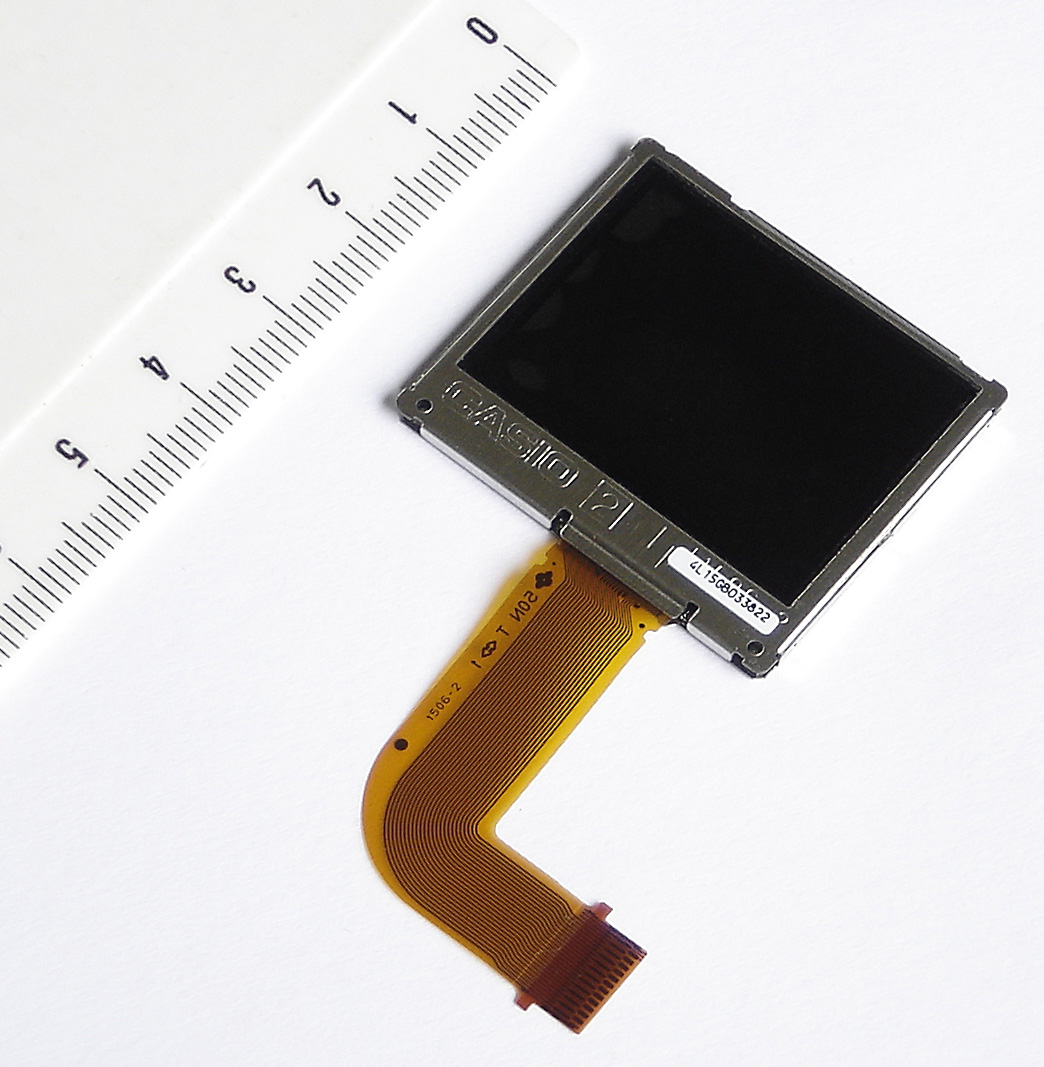
카시오 1.8인치 컬러 TFT LCD, 소니 사이버샷 DSC-P93A 디지털 컴팩트 카메라에 사용됨

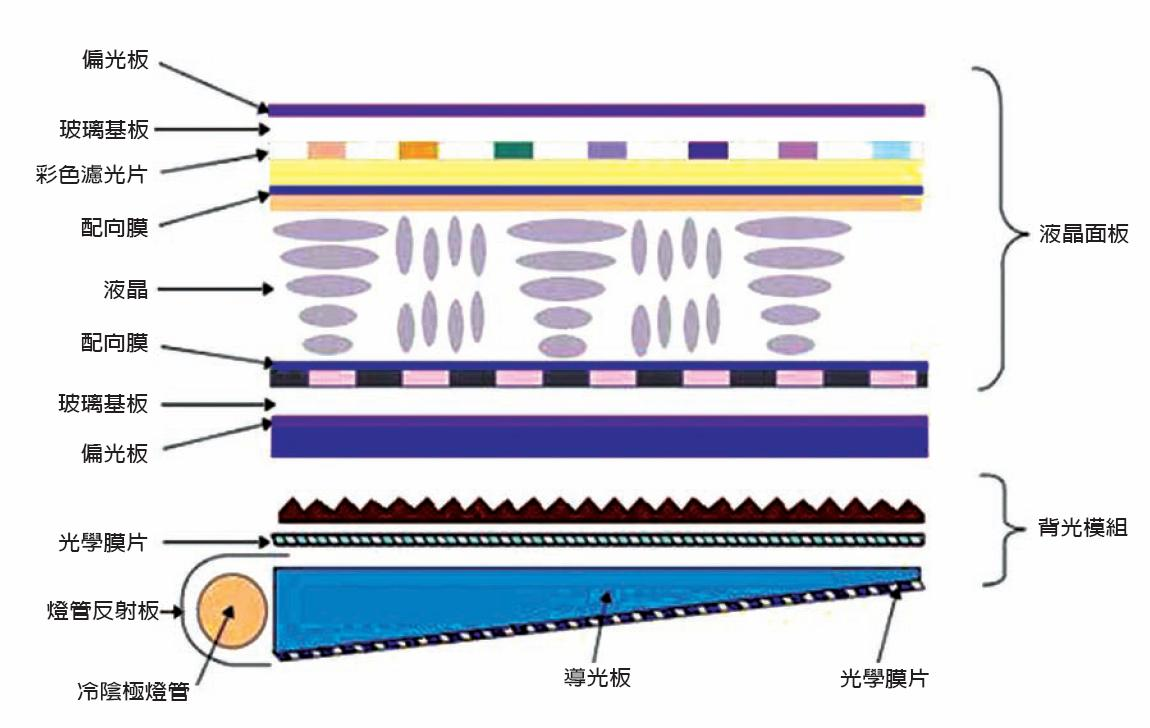
엣지라이트 CCFL 백라이트가 있는 컬러 LCD 구조

### 꼬인 네마틱 (TN)
꼬인 네마틱 디스플레이는 빛이 통과하도록 다양한 각도로 비틀리거나 풀리는 액정으로 구성된다. TN 액정 셀에 전압이 가해지지 않으면 편광된 빛이 90도 비틀린 LC 층을 통과한다. 가해진 전압에 비례하여 액정은 풀리면서 편광을 변경하고 빛의 경로를 차단한다. 전압 수준을 적절하게 조정하면 거의 모든 회색 레벨 또는 투과율을 달성할 수 있다.

### 인-플레인 스위칭 (IPS)
인-플레인 스위칭 (IPS)은 액정을 유리 기판과 평행한 평면으로 정렬하는 LCD 기술이다. 이 방식에서는 동일한 유리 기판의 반대쪽 전극을 통해 전기장이 가해지므로, 액정이 본질적으로 동일한 평면에서 재정렬(스위칭)될 수 있지만, 주변장(fringe field)이 균일한 재정렬을 방해한다. 이를 위해서는 표준 박막 트랜지스터 (TFT) 디스플레이에 필요한 단일 트랜지스터 대신 각 픽셀에 두 개의 트랜지스터가 필요하다. IPS 기술은 텔레비전, 컴퓨터 모니터 및 웨어러블 장치에 이르기까지 모든 곳에서 사용된다. 거의 모든 LCD 스마트폰 패널은 IPS/FFS 모드이다. IPS 디스플레이는 LCD 패널 제품군의 화면 유형에 속한다. 다른 두 가지 유형은 VA와 TN이다. 2001년 LG의 Enhanced IPS가 히타치에 의해 17인치 모니터로 시장에 출시되기 전에는 추가 트랜지스터로 인해 더 많은 투과 영역이 차단되어 더 밝은 백라이트가 필요하고 더 많은 전력을 소비하여 이 유형의 디스플레이가 노트북 컴퓨터에 덜 바람직했다. 파나소닉 히메지 G8.5는 IPS의 향상된 버전을 사용했으며, LG디스플레이도 한국에서 사용했다. 현재 세계 최대 LCD 패널 제조업체인 BOE 테크놀로지도 IPS/FFS 모드 TV 패널을 사용하고 있다.

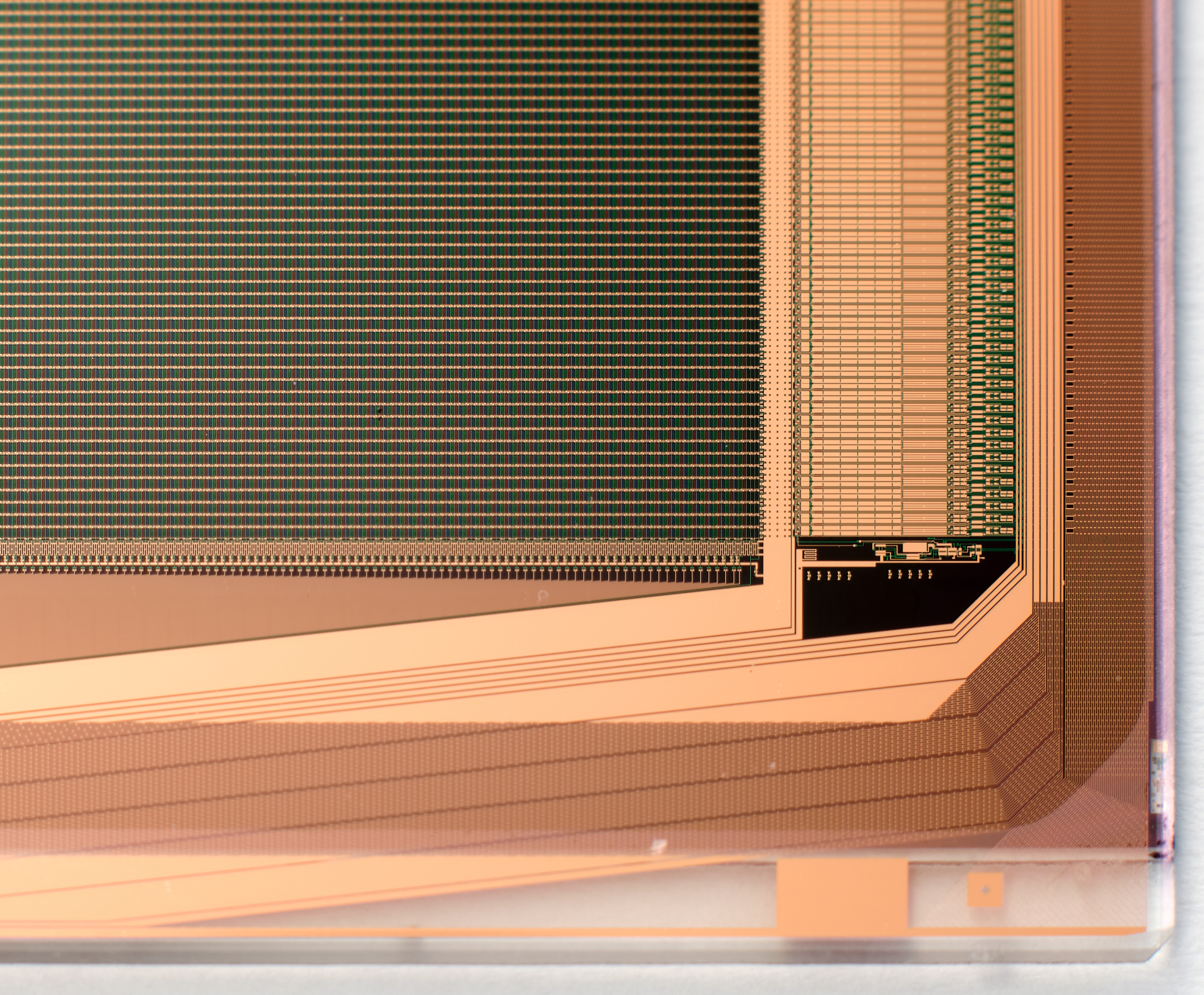
IPS LCD 패널 모서리 확대 모습

#### 슈퍼 인-플레인 스위칭 (S-IPS)
'슈퍼-IPS는 인-플레인 스위칭 이후에 출시되었으며, 응답 시간과 색상 재현이 훨씬 더 개선되었다.

### M+ 또는 RGBW 논란
2015년 LG디스플레이는 기존의 RGB 도트와 함께 흰색 서브픽셀을 추가하는 M+라는 새로운 기술을 IPS 패널 기술에 구현했다고 발표했다.
대부분의 새로운 M+ 기술은 4K TV 세트에 적용되었으며, 테스트 결과 흰색 서브픽셀이 기존 RGB 구조를 대체하면서 해상도가 약 25% 감소한 것으로 나타나 논란을 일으켰다. 이는 "4K" M+ TV가 전체 UHD TV 표준을 표시하지 못한다는 것을 의미했다. 미디어와 인터넷 사용자들은 흰색 서브픽셀 때문에 이들을 "RGBW" TV라고 불렀다. LG 디스플레이는 이 기술을 노트북 디스플레이, 야외 및 스마트폰용으로 개발했지만, 발표된 "4K UHD" 해상도에도 불구하고 CTA가 정의한 3840x2160 활성 픽셀 및 8비트 색상이라는 진정한 UHD 해상도를 달성할 수 없었기 때문에 TV 시장에서 더 인기를 얻었다. 이로 인해 텍스트 렌더링에 부정적인 영향을 미쳐 약간 흐릿하게 보였으며, TV를 PC 모니터로 사용할 때 특히 눈에 띄었다.

### AMOLED와 IPS 비교
2011년, LG는 스마트폰 LG 옵티머스 블랙 (IPS LCD (LCD NOVA))이 최대 700 니트의 휘도를 가지고 있다고 주장했으며, 경쟁사 IPS LCD는 518 니트, AMOLED 디스플레이는 305 니트에 불과했다. LG는 또한 NOVA 디스플레이가 일반 LCD보다 50% 더 효율적이며 화면에 흰색을 표시할 때 AMOLED 디스플레이 전력의 50%만 소비한다고 주장했다. 명암비 면에서는 AMOLED 디스플레이가 근본 기술로 인해 여전히 최고의 성능을 보여준다. 검은색이 진한 검은색으로 표시되고 짙은 회색으로 표시되지 않기 때문이다. 2011년 8월 24일, 노키아는 노키아 701을 발표하며 1000니트로 세계에서 가장 밝은 디스플레이라고 주장했다. 이 화면에는 노키아의 ClearBlack 층도 있어 명암비를 향상시켜 AMOLED 화면에 더 가깝게 만들었다.

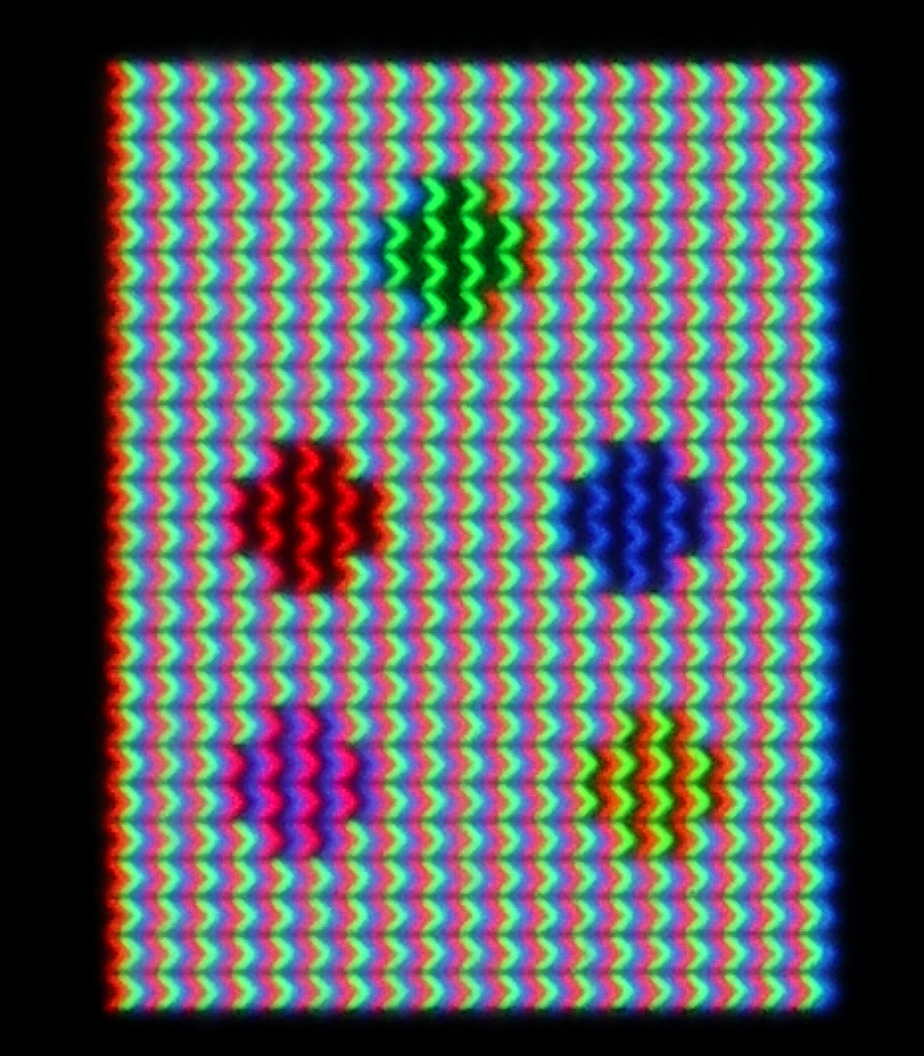
이 화소 배열은 S-IPS LCD에서 찾아볼 수 있다. 갈매기 모양은 시야각을 넓히는 데 사용된다 (좋은 명암비와 낮은 색상 이동을 가진 시야 방향 범위).

### 어드밴스드 프린지 필드 스위칭 (AFFS)
2003년까지 프린지 필드 스위칭(FFS)으로 알려진 어드밴스드 프린지 필드 스위칭은 IPS 또는 S-IPS와 유사하며 높은 휘도로 우수한 성능과 색역을 제공한다. AFFS는 한국의 하이디스 테크놀로지스(이전 현대전자, LCD 태스크포스)에서 개발했다. AFFS가 적용된 노트북 애플리케이션은 전문가용 디스플레이에 더 넓은 시야각을 유지하면서 색상 왜곡을 최소화한다. 빛 샘으로 인한 색상 이동 및 편차는 흰색 색역을 최적화하여 보정되며, 이는 흰색/회색 재현을 향상시킨다. 2004년, 하이디스 테크놀로지스는 AFFS를 일본의 히타치 디스플레이에 라이선스했다. 히타치는 AFFS를 사용하여 고급 패널을 제조하고 있다. 2006년, HYDIS는 AFFS를 Sanyo Epson Imaging Devices Corporation에 라이선스했다. 그 직후, 하이디스는 AFFS 디스플레이의 고투과성 진화 버전인 HFFS(FFS+)를 선보였다. 하이디스는 2007년 야외 가독성이 향상된 AFFS+를 선보였다. AFFS 패널은 주로 최신 상업용 항공기 디스플레이의 조종석에 사용된다. 그러나 2015년 2월 현재 더 이상 생산되지 않는다.

### 수직 정렬 (VA)
수직 정렬 디스플레이는 액정이 유리 기판에 수직으로 자연스럽게 정렬되는 LCD 형태이다. 전압이 가해지지 않으면 액정은 기판에 수직으로 유지되어 교차 편광판 사이에 검은색 디스플레이를 생성한다. 전압이 가해지면 액정은 기울어진 위치로 이동하여 빛이 통과하도록 허용하고 전기장에 의해 생성된 기울기 양에 따라 회색조 디스플레이를 생성한다. 기존의 꼬인 네마틱 디스플레이보다 더 깊은 검은색 배경, 더 높은 명암비, 더 넓은 시야각, 그리고 극한 온도에서 더 나은 화질을 가진다. IPS에 비해 검은색 수준이 여전히 더 깊어 명암비가 더 높지만, 시야각이 더 좁고, 색상 및 특히 명암 대비 변화가 더 뚜렷하며, VA의 비용은 IPS보다 낮다(그러나 TN보다 높다).

### 블루 페이즈 방식
블루 페이즈 방식 LCD는 2008년 초에 공학 샘플로 선보였지만, 대량 생산되지는 않았다. 블루 페이즈 방식 LCD의 물리적 특성은 매우 짧은 스위칭 시간(약 1ms)을 달성할 수 있음을 시사하며, 따라서 시간 순차적 색상 제어가 가능하고 값비싼 색상 필터가 불필요해질 수 있다.

## 품질 관리
일부 LCD 패널에는 결함이 있는 트랜지스터가 있어 영구적으로 켜지거나 꺼진 화소가 발생하는데, 이를 각각 고착 화소 또는 불량 화소라고 한다. IC와 달리 몇 개의 결함 있는 트랜지스터가 있는 LCD 패널도 일반적으로 여전히 사용할 수 있다. 허용 가능한 결함 화소 수에 대한 제조업체의 정책은 크게 다르다. 한때 삼성은 한국에서 판매되는 LCD 모니터에 대해 무관용 정책을 유지했다. 2005년 기준 삼성은 덜 제한적인 ISO 13406-2 표준을 준수한다. 다른 회사들은 정책상 최대 11개의 불량 화소를 허용하는 것으로 알려져 있다.
불량 화소 정책은 제조업체와 고객 간에 종종 뜨거운 논쟁의 대상이 된다. 결함의 허용 여부를 규제하고 최종 사용자를 보호하기 위해 ISO는 ISO 13406-2 표준을 발표했으며, 이 표준은 2008년 ISO 9241, 특히 ISO-9241-302, 303, 305, 307:2008 화소 결함 표준이 출시되면서 폐기되었다. 그러나 모든 LCD 제조업체가 ISO 표준을 준수하는 것은 아니며 ISO 표준은 종종 다르게 해석된다. LCD 패널은 더 큰 크기 때문에 대부분의 IC보다 결함이 발생하기 쉽다.
많은 제조업체는 한 개의 결함 있는 화소라도 제품을 교체한다. 이러한 보증이 없는 경우에도 결함 있는 화소의 위치가 중요하다. 몇 개의 결함 있는 화소만 있는 디스플레이도 결함 있는 화소가 서로 가까이 있다면 허용되지 않을 수 있다. LCD 패널은 또한 '클라우딩', '더티 스크린 효과' 또는 덜 일반적으로 '무라'라고 알려진 결함을 흔히 가지고 있으며, 이는 패널에 불균일한 휘도 패치가 나타나는 현상이다. 이는 표시되는 장면의 어둡거나 검은색 영역에서 가장 잘 보인다. 2010년 기준 대부분의 프리미엄 브랜드 컴퓨터 LCD 패널 제조업체는 자사 제품에 결함이 없다고 명시하고 있다.

## "제로 전력" (이중 안정) 디스플레이
Qinetiq (이전 DERA)에서 개발한 제니스 이중 안정 장치 (ZBD)는 전력 없이도 이미지를 유지할 수 있다. 결정은 두 가지 안정적인 방향 ("검정"과 "흰색") 중 하나로 존재할 수 있으며, 이미지를 변경하는 데만 전력이 필요하다. ZBD 디스플레이는 QinetiQ의 스핀오프 회사로, 회색조 및 컬러 ZBD 장치를 제조했다. 켄트 디스플레이 또한 중합체 안정화 콜레스테릭 액정 (ChLCD)을 사용하는 "무전력" 디스플레이를 개발했다. 2009년 켄트는 ChLCD를 사용하여 휴대폰 전체 표면을 덮어 색상을 변경하고 전원이 제거된 후에도 해당 색상을 유지할 수 있음을 시연했다.
2004년, 옥스퍼드 대학교의 연구원들은 제니스 이중 안정 기술을 기반으로 하는 두 가지 새로운 유형의 무전력 이중 안정 LCD를 시연했다. 360° BTN 및 이중 안정 콜레스테릭과 같은 여러 이중 안정 기술은 주로 액정(LC)의 벌크 특성에 의존하며, 기존의 단안정 재료와 유사한 표준 강한 고정, 정렬 필름 및 LC 혼합물을 사용한다. 반면, BiNem 기술과 같은 다른 이중 안정 기술은 주로 표면 특성에 기반하며 특정 약한 고정 재료가 필요하다.

## 사양
- 해상도 LCD의 해상도는 화소의 열과 행의 수(예: 1024×768)로 표현된다. 각 화소는 일반적으로 3개의 서브픽셀, 즉 빨간색, 녹색, 파란색으로 구성된다. 이는 다양한 디자인에서 일관되게 유지되는 몇 안 되는 LCD 성능 특징 중 하나였다. 그러나 서브픽셀을 화소 간에 공유하고 쿼트론을 추가하여 실제 해상도를 높이지 않고도 디스플레이의 인지 해상도를 효율적으로 높이려는 새로운 디자인도 있으며, 그 결과는 다양하다.
- 공간 성능: 컴퓨터 모니터 또는 매우 가까운 거리에서 시청되는 다른 디스플레이의 경우, 해상도는 인치당 도트피치 또는 화소 수로 표현되며, 이는 인쇄 산업과 일치한다. 디스플레이 밀도는 응용 분야에 따라 다르며, 텔레비전은 장거리 시청을 위해 낮은 밀도를 가지며 휴대용 장치는 근거리 세부 정보를 위해 높은 밀도를 가진다. LCD의 시야각은 디스플레이와 사용법에 따라 중요할 수 있으며, 특정 디스플레이 기술의 한계로 인해 디스플레이는 특정 각도에서만 정확하게 표시된다.
- 시간 성능: LCD의 시간 해상도는 변화하는 이미지를 얼마나 잘 표시할 수 있는지, 즉 디스플레이가 제공되는 데이터를 초당 얼마나 정확하고 몇 번 그리는지를 나타낸다. LCD 화소는 프레임 사이에 깜박이지 않으므로, LCD 모니터는 주사율이 아무리 낮아도 새로고침으로 인한 깜박임을 나타내지 않는다.[147] 그러나 낮은 주사율은 특히 빠르게 움직이는 이미지에서 고스팅이나 번짐과 같은 시각적 아티팩트를 의미할 수 있다. 개별 화소 응답 시간도 중요하다. 모든 디스플레이는 이미지를 표시하는 데 고유한 지연이 있으며, 표시된 이미지가 빠르게 변경되면 시각적 아티팩트를 생성할 만큼 충분히 클 수 있다.
- 색상 성능: 디스플레이의 색상 성능의 다양한 측면을 설명하는 여러 용어가 있다. 색역은 표시할 수 있는 색상의 범위이며, 색 깊이는 색상 범위가 얼마나 미세하게 분할되어 있는지를 나타낸다. 색역은 비교적 간단한 기능이지만, 전문적인 수준을 제외하고는 마케팅 자료에서 거의 논의되지 않는다. 화면에 표시되는 콘텐츠를 초과하는 색상 범위를 갖는 것은 이점이 없으므로, 디스플레이는 특정 사양의 범위 내 또는 그 이하에서만 작동하도록 만들어진다.[148] LCD 색상 및 색상 관리에 대한 추가적인 측면으로는 화이트 포인트 및 감마 보정이 있으며, 이는 흰색이 어떤 색상인지, 그리고 다른 색상이 흰색과 관련하여 어떻게 표시되는지를 설명한다.
- 밝기 및 명암비: 명암비는 완전히 켜진 화소의 밝기와 완전히 꺼진 화소의 밝기의 비율이다. LCD 자체는 단지 광 밸브이며 빛을 생성하지 않는다. 빛은 형광등 또는 LED 세트인 백라이트에서 나온다. 밝기는 보통 LCD의 최대 광 출력으로 명시되며, 이는 LCD의 투명도와 백라이트의 밝기에 따라 크게 달라질 수 있다. 더 밝은 백라이트는 더 강한 명암비와 더 높은 동적 범위를 허용하지만(HDR 디스플레이는 최대 휘도로 등급이 매겨진다), 밝기와 전력 소비 사이에는 항상 절충점이 존재한다.

## 장점 및 단점
이러한 문제 중 일부는 전체 화면 디스플레이와 관련되고, 다른 일부는 시계 등과 같은 작은 디스플레이와 관련된다. 많은 비교는 CRT 디스플레이와 이루어진다.

### 장점
- 특히 CRT 디스플레이에 비해 매우 작고 얇고 가볍다.
- 낮은 전력 소비. 설정된 디스플레이 밝기와 표시되는 콘텐츠에 따라, 구형 CCFT 백라이트 모델은 일반적으로 같은 크기 시청 영역의 CRT 모니터 전력의 절반 미만을 사용하며, 최신 LED 백라이트 모델은 일반적으로 CRT 모니터 전력의 10~25%를 사용한다.[149]
- 낮은 전력 소비로 인해 작동 중 방출되는 열이 거의 없다.
- 기하학적 왜곡이 없다.
- 백라이트 기술에 따라 깜박임이 거의 없거나 전혀 없을 수 있다.
- 일반적으로 새로고침 속도 깜박임이 없다. LCD 화소는 새로고침 사이에 상태를 유지하기 때문(보통 200Hz 이상으로 새로고침됨, 입력 주사율과 무관).
- 고유 해상도로 작동 시 번짐이나 번짐 없이 선명한 이미지.
- CRT 모니터와 달리 바람직하지 않은 초저주파 범위의 전자기파를 거의 방출하지 않는다.[150]
- 거의 모든 크기나 모양으로 제작될 수 있다.
- 이론적인 해상도 제한이 없다. 여러 LCD 패널을 함께 사용하여 단일 캔버스를 만들 때, 각 추가 패널은 디스플레이의 총 해상도를 증가시키며, 이를 일반적으로 스택형 해상도라고 한다.[151]
- 80인치(2m) 대각선 이상의 대형으로 제작될 수 있다.
- LCD는 투명하고 유연하게 만들 수 있지만, OLED 및 마이크로LED와 달리 백라이트 없이는 빛을 방출할 수 없으며, 이들도 유연하고 투명하게 만들 수 있는 다른 디스플레이 기술이다.[152][153][154][155]
- 마스킹 효과: LCD 격자는 공간 및 회색조 양자화의 효과를 가려 더 높은 화질의 환상을 만들어낼 수 있다.[156]
- 대부분의 컬러 CRT와 달리 자기장의 영향을 받지 않는다. 지구의 자기장도 마찬가지이다.
- 본질적으로 디지털 장치로서 LCD는 DVI 또는 HDMI 연결에서 디지털 데이터를 아날로그로 변환할 필요 없이 기본적으로 표시할 수 있다. 일부 LCD 패널은 DVI 및 HDMI 외에도 기본적으로 광케이블 입력을 지원한다.[157]
- 많은 LCD 모니터는 12V 전원 공급 장치로 작동하며, 컴퓨터에 내장된 경우 12V 전원 공급 장치로 전원을 공급받을 수 있다.
- 매우 좁은 프레임 테두리로 만들 수 있어 여러 LCD 화면을 나란히 배열하여 하나의 큰 화면처럼 보이게 할 수 있다.

### 단점
- 일부 구형 또는 저가형 모니터의 시야각이 제한되어 의도된 시야각 내에서도 사용자 위치에 따라 색상, 채도, 명암비 및 밝기가 달라진다. 특수 필름을 사용하여 LCD의 시야각을 넓힐 수 있다.[158][159]
- 일부 모니터(IPS 유형 및 구형 TN에서 더 흔함)의 백라이팅이 고르지 않아 특히 가장자리 쪽에서 밝기 왜곡("백라이트 새는 현상")이 발생한다.
- 개별 액정이 모든 백라이트를 완전히 차단할 수 없기 때문에 검은색 수준이 필요한 만큼 어둡지 않을 수 있다.
- 느린 응답 시간(>8ms)과 샘플 앤 홀드 디스플레이에서 눈 추적(스트로빙 백라이트가 사용되지 않는 한)으로 인해 움직이는 물체에 디스플레이 모션 블러가 발생한다. 그러나 이 스트로빙은 다음과 같이 안정 피로를 유발할 수 있다.
- 2012년 기준 대부분의 LCD 백라이팅 구현은 펄스 폭 변조 (PWM)를 사용하여 디스플레이의 밝기를 조절하는데,[160] 이는 화면을 CRT 모니터가 85Hz 주사율에서 하는 것보다 훨씬 더 심하게(육안으로 보이지 않더라도) 깜박이게 하여 (이는 CRT의 형광체 지속 점이 디스플레이를 계속 스캔하여 디스플레이의 일부가 항상 켜져 있는 것과 달리 전체 화면이 스트로빙하고 꺼지기 때문), 일부 사람들에게 심한 안정 피로를 유발한다.[161][162] 불행히도, 이러한 사람들 중 다수는 그들의 안정 피로가 PWM의 보이지 않는 스트로브 효과로 인해 발생한다는 것을 알지 못한다.[163] 이 문제는 많은 LED 백라이트 모니터에서 더 심한데, LED가 CCFL 램프보다 더 빠르게 켜지고 꺼지기 때문이다.
- 오직 하나의 고유 해상도. 다른 해상도를 표시하려면 비디오 스케일러가 필요하여 흐릿함과 들쭉날쭉한 가장자리가 발생하거나, 1:1 화소 매핑을 사용하여 기본 해상도로 디스플레이를 실행해야 하며, 이로 인해 이미지가 화면을 채우지 못하거나 (레터박스 디스플레이) 화면의 하나 이상의 가장자리 밖으로 벗어난다.
- 고정된 색 깊이. 많은 저가형 LCD는 262144 (218) 색상만 표시할 수 있다. 8비트 S-IPS 패널은 1600만 (224) 색상을 표시할 수 있으며 검은색 수준이 훨씬 좋지만, 가격이 비싸고 응답 시간이 느리다.
- LCD의 A/D 변환기가 각 프레임이 완전히 출력될 때까지 기다렸다가 LCD 패널에 그리기 때문에 입력 지연이 발생한다. 많은 LCD 모니터는 이미지 품질 저하를 보상하기 위해 이미지를 표시하기 전에 후처리를 수행하며, 이로 인해 추가적인 지연이 발생한다. 또한, 비기본 해상도를 표시할 때 비디오 스케일러를 사용해야 하므로 더 많은 시간 지연이 발생한다. 스케일링 및 후처리는 일반적으로 최신 모니터의 단일 칩에서 수행되지만, 칩이 수행하는 각 기능은 약간의 지연을 추가한다. 일부 디스플레이에는 인식 가능한 입력 지연을 줄이기 위해 모든 또는 대부분의 처리를 비활성화하는 비디오 게임 모드가 있다.
- 제조 중 또는 사용 기간 후에 불량 화소 또는 고착 화소가 발생할 수 있다. 고착 화소는 완전 검은색 화면에서도 색상으로 빛나며, 불량 화소는 항상 검은색으로 유지된다.
- 번인 효과에 취약하지만, 원인은 CRT와 다르며 효과가 영구적이지 않을 수 있다. 그러나 잘못 설계된 디스플레이에서는 정적 이미지가 몇 시간 내에 번인을 유발할 수 있다.
- 계속 켜져 있는 상황에서 열 관리가 제대로 되지 않으면 열화가 발생할 수 있으며, 이 경우 화면의 일부가 과열되어 화면의 나머지 부분과 비교하여 변색되어 보인다.
- 저온 환경에서 밝기 손실 및 훨씬 느린 응답 시간. 영하 환경에서는 보조 난방 없이는 LCD 화면이 작동을 멈출 수 있다.
- 고온 환경에서 명암 대비 손실.

## 사용되는 화학 물질
액정 디스플레이에는 여러 가지 액정 계열이 사용된다. 사용되는 분자는 이방성을 가져야 하며 상호 인력을 나타내야 한다. 편광 가능한 막대 모양 분자(바이페닐s, 터페닐s 등)가 흔히 사용된다. 일반적인 형태는 방향족 벤젠 고리 두 개이며, 한쪽 끝에는 비극성 부분(펜틸, 헵틸, 옥틸 또는 알킬 옥시 그룹)이 있고 다른 쪽 끝에는 극성 부분(나이트릴, 할로겐)이 있다. 때때로 벤젠 고리는 아세틸렌 그룹, 에틸렌, CH=N, CH=NO, N=N, N=NO 또는 에스터 그룹으로 분리된다. 실제로는 여러 화학 물질의 공융 혼합물이 사용되어 더 넓은 온도 작동 범위(저가형은 -10~+60°C, 고성능 디스플레이는 -20~+100°C)를 달성한다. 예를 들어, E7 혼합물은 세 가지 바이페닐과 한 가지 터페닐로 구성된다: 39 wt.%의 4'-펜틸[1,1'-바이페닐]-4-카보나이트릴(네마틱 범위 24~35°C), 36 wt.%의 4'-헵틸[1,1'-바이페닐]-4-카보나이트릴(네마틱 범위 30~43°C), 16 wt.%의 4'-옥톡시[1,1'-바이페닐]-4-카보나이트릴(네마틱 범위 54~80°C), 그리고 9 wt.%의 4-펜틸[1,1':4',1-터페닐]-4-카보나이트릴(네마틱 범위 131~240°C).

### 환경 영향
LCD 화면 생산에는 박막 부품 생산 중 에칭 유체로 삼불화질소 (NF3)가 사용된다. NF3는 강력한 온실 기체이며, 상대적으로 긴 반감기로 인해 지구 온난화에 잠재적으로 해로운 영향을 미칠 수 있다. Geophysical Research Letters의 보고서는 그 효과가 이산화 탄소와 같은 더 잘 알려진 온실 기체의 원천보다 이론적으로 훨씬 크다고 시사했다. NF3는 당시 널리 사용되지 않았기 때문에 교토 의정서에 포함되지 않았으며 "사라진 온실 기체"로 간주되었다. NF3는 도하 라운드 중 2차 준수 기간에 교토 의정서에 추가되었다.
이 보고서의 비평가들은 생산된 NF3가 모두 대기로 방출될 것이라고 가정한다는 점을 지적한다. 실제로는 NF3의 대부분이 세척 과정에서 분해되며, 두 개의 이전 연구에서는 사용 후 가스의 2~3%만이 파괴되지 않고 배출된다는 것을 발견했다. 더욱이, 이 보고서는 NF3의 효과를 대체 물질인 과불화탄소와 비교하지 않았다. 과불화탄소는 또 다른 강력한 온실 기체이며, 일반적인 사용 시 30%에서 70%가 대기로 방출된다.